# RSC Anderlecht in het seizoen 2011/12
RSC Anderlecht begon ook het seizoen 2011/12 met trainer Ariël Jacobs aan het roer. Ondanks de teleurstellende derde plaats in het seizoen 2010/11 behield hij het vertrouwen van het bestuur. Dat gaven voorzitter Roger Vanden Stock en manager Herman Van Holsbeeck in mei 2010 toe.
Om de derde plaats van 2011 te doen vergeten, haalde Van Holsbeeck enkele opvallende namen naar het Astridpark. Dieumerci Mbokani en Milan Jovanović, twee gewezen sterkhouders van rivaal Standard Luik, werden bij respectievelijk AS Monaco en Liverpool FC weg geplukt. Bij Club Brugge haalde Anderlecht dan weer Ronald Vargas weg. Maar de Venezolaan viel net als de Zweedse nieuwkomer Guillermo Molins al snel uit met een zware blessure. Beide spelers kwamen in het seizoen 2011/12 amper aan spelen toe.
De Brusselaars begonnen met een valse start aan de competitie. Op de eerste speeldag verloor Anderlecht, toen nog met Romelu Lukaku in het elftal, van promovendus Oud-Heverlee Leuven. Acht speeldagen later nam Anderlecht voor het eerst de leiding. Het versloeg toen regerend kampioen KRC Genk met het kleinste verschil. Club Brugge werd de grootste concurrent van de Brusselaars, hoewel blauw-zwart in de onderlinge duels nooit aan het langste eind trok. Anderlecht sloot de reguliere competitie af als leider, maar kwam vervolgens in play-off I snel in de problemen. Door onder meer twee gelijke spelen tegen respectievelijk KV Kortrijk en Standard Luik naderde Club Brugge tot op een punt. Op de vijfde speeldag van de play-offs namen beide clubs het tegen elkaar op. Blauw-zwart kreeg de kans om de leiderspositie over te nemen, maar zag hoe een behoudend spelend Anderlecht met 0-1 won. Drie speeldagen later maakte Anderlecht het in eigen huis af na een thriller tegen Club Brugge. De West-Vlamingen kwamen 0-1 voor en zette Anderlecht, dat genoeg had aan een gelijkspel, onder druk. In de laatste minuut van de extra tijd legde scheidsrechter Alexandre Boucaut de bal op de stip. Guillaume Gillet trapte de beslissende strafschop binnen. Na het seizoen zette Jacobs een punt achter zijn trainerschap bij Anderlecht.
Anderlecht nam voor het eerst sinds 2002 niet deel aan de voorrondes van de Champions League. Paars-wit mocht in de zomer van 2011 wel aan de slag in de voorrondes van de Europa League. De Brusselaars stootten door naar de groepsfase en werden groepswinnaar met het maximum van de punten. Een ronde later verloor paars-wit twee keer met het kleinste verschil van AZ en zat het toernooi erop. In de Europese campagne van Anderlecht was vooral de ontbolstering van Matías Suárez opvallend. De Argentijn scoorde 7 keer in 10 wedstrijden en sleepte in januari 2012 ook de Gouden Schoen in de wacht.
In de beker deed Anderlecht nooit mee om de prijzen. In eigen huis raakte paars-wit niet voorbij Rupel Boom FC.

## Spelerskern
| Nr.           | Naam                | Nationaliteit    | Geboortedatum | Vorige club               |
| ------------- | ------------------- | ---------------- | ------------- | ------------------------- |
| Keepers       |                     |                  |               |                           |
| 1             | Silvio Proto 2      | België           | 23-05-1983    | 1999-2005 La Louvière     |
| 22            | Davy Schollen       | België           | 28-02-1978    | 2004-2006 NAC             |
| 28            | Michael Cordier     | België           | 27-03-1984    | 2010 Olympic Charleroi    |
| 33            | Davy Roef           | België           | 06-02-1994    | /                         |
| Verdedigers   |                     |                  |               |                           |
| 3             | Olivier Deschacht 3 | België           | 16-02-1981    | /                         |
| 8             | Denis Odoi          | België           | 27-05-1988    | 2009-2011 Sint-Truiden VV |
| 20            | Behrang Safari      | Zweden           | 09-02-1985    | 2008-2011 FC Basel        |
| 23            | Roland Juhász 4     | Hongarije        | 01-07-1983    | 1999-2005 MTK             |
| 27            | Marcin Wasilewski   | Polen            | 09-06-1980    | 2006 Lech Poznań          |
| 37            | Jordan Lukaku       | België           | 25-07-1994    | /                         |
| Middenvelders |                     |                  |               |                           |
| 5             | Lucas Biglia 1      | Argentinië       | 30-01-1986    | 2005-2006 Independiente   |
| 7             | Guillermo Molins    | Zweden           | 26-09-1988    | 2006-2011 Malmö FF        |
| 16            | Cheikhou Kouyaté    | Senegal          | 21-12-1989    | 2008-2009 KV Kortrijk     |
| 18            | Lukáš Mareček       | Tsjechië         | 17-04-1990    | 2007-2010 1. FC Brno      |
| 19            | Sacha Kljestan      | Verenigde Staten | 09-09-1985    | 2006-2010 Chivas USA      |
| 26            | Dennis Praet        | België           | 14-05-1994    | /                         |
| 30            | Guillaume Gillet    | België           | 09-03-1984    | 2006-2008 AA Gent         |
| 42            | Lamisha Musonda     | België / Zambia  | 27-03-1992    | /                         |
| 55            | Fernando Canesin    | Brazilië         | 27-02-1992    | /                         |
| 70            | Ronald Vargas       | Venezuela        | 02-12-1986    | 2008-2011 Club Brugge     |
| 6             | Bedi Mbenza         | Congo-Kinshasa   | 11-09-1984    | 2007-2011 TP Mazembe      |
| Aanvallers    |                     |                  |               |                           |
| 9             | Matías Suárez       | Argentinië       | 09-05-1988    | 2005-2008 Belgrano        |
| 10            | Kanu                | Brazilië         | 23-09-1987    | 2007-2008 Grêmio Barueri  |
| 11            | Milan Jovanović     | Servië           | 18-04-1981    | 2010-2011 Liverpool FC    |
| 14            | Patou Kabangu       | Congo-Kinshasa   | 31-12-1985    | 2007-2011 TP Mazembe      |
| 21            | Tom De Sutter       | België           | 03-07-1985    | 2006-2008 Cercle Brugge   |
| 25            | Dieumerci Mbokani   | Congo-Kinshasa   | 22-11-1985    | 2011 VfL Wolfsburg        |

- = Aanvoerder
- = Blessure

### Technische staf
|                 |                     |               |                       |
| Functie         | Naam                | Nationaliteit | Opmerking             |
| Coach           | Ariël Jacobs (foto) | België        |                       |
| Assistent-coach | Besnik Hasi         | Albanië       |                       |
| Assistent-coach | Daniel Renders      | België        |                       |
| Keeperstrainer  | Filip De Wilde      | België        |                       |
| Team manager    | José Garcia Cantero | Spanje        |                       |
| Dokter          | Kristof Sas         | België        | Tot 7 oktober 2011.   |
| Dokter          | Kris Vollon         | België        | Vanaf 8 oktober 2011. |

## Resultaten
Een overzicht van de competities waaraan Anderlecht in het seizoen 2011-2012 deelnam.
| Seizoen 2011/12    | Seizoen 2011/12 | Seizoen 2011/12    |
| Competitie         | Resultaat       | Uitgeschakeld door |
| ------------------ | --------------- | ------------------ |
| Jupiler Pro League | Kampioen        |                    |
| Beker van België   | 1/8 finale      | Rupel Boom (III)   |
| Europa League      | 1/16 finale     | AZ                 |

## Uitrustingen
Shirtsponsor(s): BNP Paribas Fortis

Sportmerk: adidas
| Thuis | Uit | Doelman | Doelman |  |

## Transfers

### Zomer
| Naam                   | Nationaliteit  | Van/naar                | Type                 |
| ---------------------- | -------------- | ----------------------- | -------------------- |
| Inkomend               |                |                         |                      |
| Víctor Bernárdez       | Honduras       | Lierse SK               | Terug van uitgeleend |
| Dieumerci Mbokani      | Congo-Kinshasa | AS Monaco               | Gekocht              |
| Dmitri Boelykin        | Rusland        | ADO Den Haag            | Terug van uitgeleend |
| Renan Felipe Boufleur  | Brazilië       | Union Sint-Gillis       | Terug van uitgeleend |
| Massimo Bruno          | België         | Sporting Charleroi      | Gekocht              |
| Thomas Chatelle        | België         | N.E.C.                  | Terug van uitgeleend |
| Pablo Chavarría        | Argentinië     | KAS Eupen               | Terug van uitgeleend |
| Diogo                  | Brazilië       | São Paulo FC            | Geleend              |
| Milan Jovanović        | Servië         | Liverpool FC            | Vrije transfer       |
| Junior Kabananga       | Congo-Kinshasa | Germinal Beerschot      | Terug van uitgeleend |
| Thomas Kaminski        | België         | Germinal Beerschot      | Gekocht              |
| Nicaise Kudimbana      | Congo-Kinshasa | Cercle Brugge           | Terug van uitgeleend |
| Chancel Mbemba Mangulu | Congo-Kinshasa | FC MK                   | Geleend              |
| Guillermo Molins       | Zweden         | Malmö FF                | Gekocht              |
| Olivier Mukendi        | Congo-Kinshasa | Union Sint-Gillis       | Terug van uitgeleend |
| Lamisha Musonda        | België         | RSC Anderlecht          | Jeugd                |
| Hernán Losada          | Argentinië     | Sporting Charleroi      | Terug van uitgeleend |
| Jordan Lukaku          | België         | RSC Anderlecht          | Jeugd                |
| Denis Odoi             | België         | Sint-Truiden VV         | Gekocht              |
| Dennis Praet           | België         | RSC Anderlecht          | Jeugd                |
| Reynaldo               | Brazilië       | Cercle Brugge           | Terug van uitgeleend |
| Nemanja Rnic           | Servië         | Germinal Beerschot      | Terug van uitgeleend |
| Davy Roef              | België         | RSC Anderlecht          | Jeugd                |
| Behrang Safari         | Zweden         | FC Basel                | Gekocht              |
| Abdoulaye Seck         | Senegal        | ASC Niary Tally         | Gekocht              |
| Samuel                 | Brazilië       | Werder Bremen           | Gekocht              |
| Sébastien Siani        | Kameroen       | FC Brussels             | Terug van uitgeleend |
| Ronald Vargas          | Venezuela      | Club Brugge             | Gekocht              |
| Uitgaand               |                |                         |                      |
| Bruno Baras            | België         | FC Brussels             | Uitgeleend           |
| Víctor Bernárdez       | Honduras       | Indios de Ciudad Juárez | Uitgeleend           |
| Dmitri Boelykin        | Rusland        | AFC Ajax                | Verkocht             |
| Renan Felipe Boufleur  | Brazilië       | Union Sint-Gillis       | Uitgeleend           |
| Pablo Chavarría        | Argentinië     | KV Kortrijk             | Uitgeleend           |
| Arnaud De Greef        | België         | KVC Westerlo            | Verkocht             |
| Christophe Diandy      | Senegal        | Oud-Heverlee Leuven     | Uitgeleend           |
| Rheda Djellal          | België         | Excelsior Rotterdam     | Uitgeleend           |
| Jordan Garcia-Calvete  | Spanje         | Sint-Truiden VV         | Uitgeleend           |
| Thomas Kaminski        | België         | Oud-Heverlee Leuven     | Uitgeleend           |
| Mulopo Kudimbana       | Congo-Kinshasa | Cercle Brugge           | Transfervrij         |
| Jan Lecjaks            | Tsjechië       | Viktoria Pilsen         | Terug van uitgeleend |
| Jonathan Legear        | België         | Terek Grozny            | Verkocht             |
| Birger Longueville     | België         | KSV Roeselare           | Verkocht             |
| Hernán Losada          | Argentinië     | Germinal Beerschot      | Verkocht             |
| Romelu Lukaku          | België         | Chelsea FC              | Verkocht             |
| Olivier Mukendi        | Congo-Kinshasa | Union Sint-Gillis       | Uitgeleend           |
| Nemanja Rnic           | Servië         | Partizan Belgrado       | Verkocht             |
| Stefan Roef            | België         | KVC Westerlo            | Verkocht             |
| Abdoulaye Seck         | Senegal        | FC Brussels             | Uitgeleend           |
| Sébastien Siani        | Kameroen       | FC Brussels             | Verkocht             |
| Dalibor Veselinović    | Tsjechië       | KV Kortrijk             | Uitgeleend           |
| Bigen Yala-Lusala      | België         | KSC Lokeren             | Uitgeleend           |

### Winter
| Naam                  | Nationaliteit  | Van/naar                | Type                 |
| --------------------- | -------------- | ----------------------- | -------------------- |
| Inkomend              |                |                         |                      |
| Patou Kabangu         | Congo-Kinshasa | TP Mazembe              | Geleend              |
| Víctor Bernárdez      | Honduras       | Indios de Ciudad Juárez | Terug van uitgeleend |
| Jordan Garcia-Calvete | België         | Sint-Truidense VV       | Terug van uitgeleend |
| Bedi Mbenza           | Congo-Kinshasa | TP Mazembe              | Geleend              |
| Uitgaand              |                |                         |                      |
| Ziguy Badibanga       | België         | De Graafschap           | Uitgeleend           |
| Víctor Bernárdez      | Honduras       | San Jose Earthquakes    | Verkocht             |
| Thomas Chatelle       | België         | Sint-Truidense VV       | Verkocht             |
| Diogo *               | Brazilië       | São Paulo FC            | Terug van uitgeleend |
| Jordan Garcia-Calvete | België         | De Graafschap           | Uitgeleend           |
| Nathan Kabasele       | België         | KVC Westerlo            | Uitgeleend           |
| Ondřej Mazuch         | Tsjechië       | Dnipro Dnipropetrovsk   | Verkocht             |
| Oleksandr Iakovenko   | Oekraïne       | Oud-Heverlee Leuven     | Uitgeleend           |
| Reynaldo              | Brazilië       | KVC Westerlo            | Uitgeleend           |
| Samuel **             | Brazilië       | SC Braga                | Contract verbroken   |

* Het contract van Diogo werd op 21 december 2011 ontbonden.

** Het contract van Samuel werd op 7 januari 2012 ontbonden.

## Jupiler Pro League

### Wedstrijden
| Wedstrijddetails                                                | Thuisploeg                                                     | Uitslag                 | Uitploeg                                      | Opstelling | Kaarten                                                         |
| --------------------------------------------------------------- | -------------------------------------------------------------- | ----------------------- | --------------------------------------------- | --- | --------------------------------------------------------------- |
| Heenronde                                                       |                                                                |                         |                                               | |                                                                 |
| 29 juli 2011 20:30u Den Dreef Leuven                            | Oud-Heverlee Leuven                                            | 2-1                     | RSC Anderlecht                                | Proto Odoi, Juhasz, Samuel, Safari Gillet, Marecek, Reynaldo (46' Kanu) Canesin (81' De Sutter), Lukaku, Suarez                                 | 18' Samuel 23' Gillet 35' Odoi 36' Proto 61' Marecek 63' Suarez |
| 29 juli 2011 20:30u Den Dreef Leuven                            | 53' Samuel (own) 90+3' Amoah                                   | 0-1 1-1 2-1             | 37' Lukaku                                    | Proto Odoi, Juhasz, Samuel, Safari Gillet, Marecek, Reynaldo (46' Kanu) Canesin (81' De Sutter), Lukaku, Suarez                                 | 18' Samuel 23' Gillet 35' Odoi 36' Proto 61' Marecek 63' Suarez |
| 5 augustus 2011 20:30 Constant Vanden Stockstadion Anderlecht   | RSC Anderlecht                                                 | 3-1                     | KV Mechelen                                   | Proto Odoi, Juhasz, Samuel, Safari Suarez, Kljestan, Biglia (90+1' Marecek), Canesin De Sutter (78' Iakovenko), Lukaku                          | 15' Odoi                                                        |
| 5 augustus 2011 20:30 Constant Vanden Stockstadion Anderlecht   | 27' Kljestan 59' Suarez 79' Lukaku                             | 1-0 1-1 2-1 3-1         | 53' Destorme                                  | Proto Odoi, Juhasz, Samuel, Safari Suarez, Kljestan, Biglia (90+1' Marecek), Canesin De Sutter (78' Iakovenko), Lukaku                          | 15' Odoi                                                        |
| 13 augustus 2011 20:00 Daknamstadion Lokeren                    | KSC Lokeren                                                    | 0-1                     | RSC Anderlecht                                | Proto Wasilewski, Juhasz, Samuel, Safari Gillet (89' Kouyaté), Biglia, Kljestan Canesin (83' Jovanovic), De Sutter (73' Legear), Suarez         | 35' Juhasz 90' Biglia 90+1' Legear                              |
| 13 augustus 2011 20:00 Daknamstadion Lokeren                    |                                                                | 0-1                     | 42' Suarez                                    | Proto Wasilewski, Juhasz, Samuel, Safari Gillet (89' Kouyaté), Biglia, Kljestan Canesin (83' Jovanovic), De Sutter (73' Legear), Suarez         | 35' Juhasz 90' Biglia 90+1' Legear                              |
| 21 augustus 2011 18:00 Constant Vanden Stockstadion Anderlecht  | RSC Anderlecht                                                 | 2-2                     | RAEC Mons                                     | Proto Wasilewski, Kouyaté, Samuel, Safari Legear (67' Kabasele), Biglia, Kljestan Jovanovic (78' Canesin), De Sutter, Kanu (46' Deschacht)      | 45+1' Samuel                                                    |
| 21 augustus 2011 18:00 Constant Vanden Stockstadion Anderlecht  | 69' Kabasele 77' Biglia                                        | 0-1 0-2 1-2 2-2         | 58' Perbet 61' Bourabia                       | Proto Wasilewski, Kouyaté, Samuel, Safari Legear (67' Kabasele), Biglia, Kljestan Jovanovic (78' Canesin), De Sutter, Kanu (46' Deschacht)      | 45+1' Samuel                                                    |
| 28 augustus 2011 15:00 Jan Breydelstadion Brugge                | Club Brugge                                                    | 1-1                     | RSC Anderlecht                                | Proto Wasilewski, Kouyaté, Juhasz, Safari (87' Deschacht) Gillet (87' De Sutter), Biglia, Kljestan (90+1' Iakovenko) Canesin, Suarez, Jovanovic | 30' Wasilewski 90+3' Jovanovic                                  |
| 28 augustus 2011 15:00 Jan Breydelstadion Brugge                | 85' Odjidja                                                    | 1-0 1-1                 | 90+2' Jovanovic                               | Proto Wasilewski, Kouyaté, Juhasz, Safari (87' Deschacht) Gillet (87' De Sutter), Biglia, Kljestan (90+1' Iakovenko) Canesin, Suarez, Jovanovic | 30' Wasilewski 90+3' Jovanovic                                  |
| 11 september 2011 18:00 Constant Vanden Stockstadion Anderlecht | RSC Anderlecht                                                 | 2-0                     | KV Kortrijk                                   | Proto Wasilewski, Kouyaté, Juhasz, Deschacht Gillet, Biglia, Kljestan Canesin (83' Kabasele), Suarez, Jovanovic (68' Iakovenko)                 | 64' Jovanovic 64' Deschacht 75' Kljestan                        |
| 11 september 2011 18:00 Constant Vanden Stockstadion Anderlecht | 14' Jovanovic 57' Gillet                                       | 1-0 2-0                 |                                               | Proto Wasilewski, Kouyaté, Juhasz, Deschacht Gillet, Biglia, Kljestan Canesin (83' Kabasele), Suarez, Jovanovic (68' Iakovenko)                 | 64' Jovanovic 64' Deschacht 75' Kljestan                        |
| 18 september 2011 14:30 Jules Ottenstadion Gent                 | AA Gent                                                        | 0-1                     | RSC Anderlecht                                | Proto Odoi, Kouyaté (54' Wasilewski), Juhasz, Deschacht Gillet, Biglia, Kljestan Canesin (64' Kanu), Suarez, Jovanovic (79' De Sutter)          | 42' Gillet                                                      |
| 18 september 2011 14:30 Jules Ottenstadion Gent                 |                                                                | 0-1                     | 7' Suarez                                     | Proto Odoi, Kouyaté (54' Wasilewski), Juhasz, Deschacht Gillet, Biglia, Kljestan Canesin (64' Kanu), Suarez, Jovanovic (79' De Sutter)          | 42' Gillet                                                      |
| 25 september 2011 18:00 Constant Vanden Stockstadion Anderlecht | RSC Anderlecht                                                 | 3-2                     | Beerschot AC                                  | Proto Odoi, Kouyaté, Juhasz, Deschacht (76' Vargas) Gillet, Biglia, Kljestan Canesin (90+3' Wasilewski), De Sutter (68' Mbokani), Suarez        | 29' Gillet 70' Juhasz                                           |
| 25 september 2011 18:00 Constant Vanden Stockstadion Anderlecht | 32' Juhasz 37' Gillet 89' Gillet                               | 1-0 2-0 2-1 2-2 3-2     | 65' Porokara 70' Losada                       | Proto Odoi, Kouyaté, Juhasz, Deschacht (76' Vargas) Gillet, Biglia, Kljestan Canesin (90+3' Wasilewski), De Sutter (68' Mbokani), Suarez        | 29' Gillet 70' Juhasz                                           |
| 2 oktober 2011 20:30 Cristal Arena Genk                         | KRC Genk                                                       | 0-1                     | RSC Anderlecht                                | Proto Odoi, Kouyaté, Juhasz, Safari Gillet, Biglia, Kljestan Canesin (67' Vargas), Mbokani (85' Kanu), Suarez (90+4' Suarez)                    | 30' Mbokani 82' Vargas                                          |
| 2 oktober 2011 20:30 Cristal Arena Genk                         |                                                                | 0-1                     | 75' Mbokani                                   | Proto Odoi, Kouyaté, Juhasz, Safari Gillet, Biglia, Kljestan Canesin (67' Vargas), Mbokani (85' Kanu), Suarez (90+4' Suarez)                    | 30' Mbokani 82' Vargas                                          |
| 16 oktober 2011 18:00 Constant Vanden Stockstadion Anderlecht   | RSC Anderlecht                                                 | 5-0                     | Standard Luik                                 | Proto Wasilewski, Kouyaté, Juhasz, Safari Gillet, Biglia (86' Vargas), Kljestan Suarez, Mbokani (84' De Sutter), Jovanovic (76' Canesin)        | 61' Mbokani 63' Juhasz 84' Wasilewski                           |
| 16 oktober 2011 18:00 Constant Vanden Stockstadion Anderlecht   | 15' Jovanovic 70' Gillet 74' Mbokani 79' Suarez 83' Wasilewski | 1-0 2-0 3-0 4-0 5-0     |                                               | Proto Wasilewski, Kouyaté, Juhasz, Safari Gillet, Biglia (86' Vargas), Kljestan Suarez, Mbokani (84' De Sutter), Jovanovic (76' Canesin)        | 61' Mbokani 63' Juhasz 84' Wasilewski                           |
| 23 oktober 2011 14:30 't Kuipje Westerlo                        | KVC Westerlo                                                   | 1-2                     | RSC Anderlecht                                | Proto Odoi, Kouyaté, Juhasz, Deschacht (81' De Sutter) Gillet, Biglia, Kljestan (62' Vargas) Canesin (46' Suarez), Mbokani, Jovanovic           | 45+3' Juhasz 83' Biglia                                         |
| 23 oktober 2011 14:30 't Kuipje Westerlo                        | 32' De Petter                                                  | 1-0 1-1 1-2             | 82' Juhasz 89' Gillet                         | Proto Odoi, Kouyaté, Juhasz, Deschacht (81' De Sutter) Gillet, Biglia, Kljestan (62' Vargas) Canesin (46' Suarez), Mbokani, Jovanovic           | 45+3' Juhasz 83' Biglia                                         |
| 30 oktober 2011 18:00 Constant Vanden Stockstadion Anderlecht   | RSC Anderlecht                                                 | 4-0                     | Lierse SK                                     | Proto Wasilewski, Kouyaté, Juhasz, Safari Gillet, Marecek, Kljestan Canesin (61' Praet), Suarez (79' De Sutter), Jovanovic (79' Kabasele)       |                                                                 |
| 30 oktober 2011 18:00 Constant Vanden Stockstadion Anderlecht   | 10' Jovanovic 25' Gillet 36' Kljestan 75' Gillet               | 1-0 2-0 3-0 4-0         |                                               | Proto Wasilewski, Kouyaté, Juhasz, Safari Gillet, Marecek, Kljestan Canesin (61' Praet), Suarez (79' De Sutter), Jovanovic (79' Kabasele)       |                                                                 |
| 6 november 2011 18:00 Jan Breydelstadion Brugge                 | Cercle Brugge                                                  | 1-0                     | RSC Anderlecht                                | Proto Wasilewski, Kouyaté, Juhasz, Safari Gillet, Marecek (90+1' Odoi), Kljestan Suarez, Mbokani (81' Canesin), Jovanovic                       | 24' Juhasz 26' Wasilewski 26' Jovanovic 87' Proto               |
| 6 november 2011 18:00 Jan Breydelstadion Brugge                 | 90+2' Rudy                                                     | 1-0                     |                                               | Proto Wasilewski, Kouyaté, Juhasz, Safari Gillet, Marecek (90+1' Odoi), Kljestan Suarez, Mbokani (81' Canesin), Jovanovic                       | 24' Juhasz 26' Wasilewski 26' Jovanovic 87' Proto               |
| 20 november 2011 18:00 Constant Vanden Stockstadion Anderlecht  | RSC Anderlecht                                                 | 3-1                     | Sint-Truiden VV                               | Proto Wasilewski, Kouyaté, Deschacht, Safari Gillet, Kljestan, Canesin (69' Praet) Badibanga, Suarez (83' De Sutter), Jovanovic                 | 33' Suarez                                                      |
| 20 november 2011 18:00 Constant Vanden Stockstadion Anderlecht  | 19' Wasilewski 43' Suarez 59' Suarez                           | 1-0 2-0 3-0 3-1         | 85' Dufer                                     | Proto Wasilewski, Kouyaté, Deschacht, Safari Gillet, Kljestan, Canesin (69' Praet) Badibanga, Suarez (83' De Sutter), Jovanovic                 | 33' Suarez                                                      |
| 26 november 2011 18:00 Regenboogstadion Waregem                 | Zulte Waregem                                                  | 2-3                     | RSC Anderlecht                                | Proto Wasilewski, Kouyaté, Juhasz, Safari Gillet, Marecek (68' De Sutter), Kljestan Canesin (79' Badibanga), Suarez (89' Kanu), Jovanovic       | 27' Safari 31' Suarez 52' Canesin                               |
| 26 november 2011 18:00 Regenboogstadion Waregem                 | 54' Serwy 64' Chevalier                                        | 1-0 2-0 2-1 2-2 2-3     | 83' Wasilewski 84' De Sutter 87' De Sutter    | Proto Wasilewski, Kouyaté, Juhasz, Safari Gillet, Marecek (68' De Sutter), Kljestan Canesin (79' Badibanga), Suarez (89' Kanu), Jovanovic       | 27' Safari 31' Suarez 52' Canesin                               |
| Terugronde                                                      |                                                                |                         |                                               | |                                                                 |
| 4 december 2011 14:30 Constant Vanden Stock Anderlecht          | RSC Anderlecht                                                 | 0-0                     | Oud-Heverlee Leuven                           | Proto Wasilewski (62' Suarez), Kouyaté, Juhasz, Deschacht Badibanga (71' Iakovenko), Gillet, Kljestan Canesin (82' Praet), De Sutter, Jovanovic | 78' Juhasz 78' Proto 89' Iakovenko 90+3' Kljestan               |
| 4 december 2011 14:30 Constant Vanden Stock Anderlecht          |                                                                |                         |                                               | Proto Wasilewski (62' Suarez), Kouyaté, Juhasz, Deschacht Badibanga (71' Iakovenko), Gillet, Kljestan Canesin (82' Praet), De Sutter, Jovanovic | 78' Juhasz 78' Proto 89' Iakovenko 90+3' Kljestan               |
| 9 december 2011 20:30 Achter de Kazerne Mechelen                | KV Mechelen                                                    | 2-1                     | RSC Anderlecht                                | Proto Wasilewski, Kouyaté, Juhasz, Safari Canesin (78' Praet), Gillet, Kljestan Suarez, De Sutter, Jovanovic                                    | 39' Safari 45' Juhasz                                           |
| 9 december 2011 20:30 Achter de Kazerne Mechelen                | 16' Destorme 71' Cordaro                                       | 1-0 1-1 2-1             | 57' Suarez                                    | Proto Wasilewski, Kouyaté, Juhasz, Safari Canesin (78' Praet), Gillet, Kljestan Suarez, De Sutter, Jovanovic                                    | 39' Safari 45' Juhasz                                           |
| 18 december 2011 18:00 Constant Vanden Stockstadion Anderlecht  | RSC Anderlecht                                                 | 3-2                     | KSC Lokeren                                   | Proto Wasilewski, Kouyaté, Juhasz, Safari Gillet, Marecek (65' Mbokani), Kljestan Canesin, Suarez (89' Odoi), Jovanovic                         | 51' Marecek                                                     |
| 18 december 2011 18:00 Constant Vanden Stockstadion Anderlecht  | 39' Gillet 62' Gillet 83' Mbokani                              | 1-0 1-1 2-1 2-2 3-2     | 53' De Ceulaer 77' Mokulu                     | Proto Wasilewski, Kouyaté, Juhasz, Safari Gillet, Marecek (65' Mbokani), Kljestan Canesin, Suarez (89' Odoi), Jovanovic                         | 51' Marecek                                                     |
| 27 december 2011 20:00 Stade Charles Tondreau Bergen            | RAEC Mons                                                      | 1-1                     | RSC Anderlecht                                | Proto Wasilewski, Kouyaté, Juhasz, Safari Gillet, Marecek, Kljestan Suarez, Mbokani (86' De Sutter), Jovanovic (69' Praet)                      | 10' Marecek 56' Kouyaté                                         |
| 27 december 2011 20:00 Stade Charles Tondreau Bergen            | 84' Makiese                                                    | 0-1 1-1                 | 24' Gillet                                    | Proto Wasilewski, Kouyaté, Juhasz, Safari Gillet, Marecek, Kljestan Suarez, Mbokani (86' De Sutter), Jovanovic (69' Praet)                      | 10' Marecek 56' Kouyaté                                         |
| 15 januari 2012 14:30 Constant Vanden Stockstadion Anderlecht   | RSC Anderlecht                                                 | 3-0                     | Club Brugge                                   | Proto Wasilewski, Kouyaté, Juhasz, Deschacht Gillet, Biglia, Kljestan Suarez (80' Canesin), Mbokani (90' De Sutter), Jovanovic (86' Kanu)       | 45+1' Kljestan 79' Wasilewski                                   |
| 15 januari 2012 14:30 Constant Vanden Stockstadion Anderlecht   | 3' Mbokani 24' Jovanovic 65' Suarez                            | 1-0 2-0 3-0             |                                               | Proto Wasilewski, Kouyaté, Juhasz, Deschacht Gillet, Biglia, Kljestan Suarez (80' Canesin), Mbokani (90' De Sutter), Jovanovic (86' Kanu)       | 45+1' Kljestan 79' Wasilewski                                   |
| 21 januari 2012 18:00 Guldensporenstadion Kortrijk              | KV Kortrijk                                                    | 0-1                     | RSC Anderlecht                                | Proto Wasilewski, Kouyaté, Juhasz, Deschacht Gillet, Biglia, Kljestan Suarez (90+5' Kabangu), Mbokani, Jovanovic (84' Canesin)                  | 88' Biglia                                                      |
| 21 januari 2012 18:00 Guldensporenstadion Kortrijk              |                                                                | 0-1                     | 45' Gillet                                    | Proto Wasilewski, Kouyaté, Juhasz, Deschacht Gillet, Biglia, Kljestan Suarez (90+5' Kabangu), Mbokani, Jovanovic (84' Canesin)                  | 88' Biglia                                                      |
| 24 januari 2012 20:00 Constant Vanden Stockstadion Anderlecht   | RSC Anderlecht                                                 | 3-1                     | AA Gent                                       | Proto Wasilewski, Kouyaté, Juhasz, Safari Gillet, Biglia, Kljestan Suarez (89' Kabangu), Mbokani (86' Canesin), Jovanovic                       |                                                                 |
| 24 januari 2012 20:00 Constant Vanden Stockstadion Anderlecht   | 29' Jovanovic 37' Jovanovic 84' Suarez                         | 0-1 1-1 2-1 3-1         | 8' Jørgensen                                  | Proto Wasilewski, Kouyaté, Juhasz, Safari Gillet, Biglia, Kljestan Suarez (89' Kabangu), Mbokani (86' Canesin), Jovanovic                       |                                                                 |
| 28 januari 2012 18:00 Olympisch Stadion Antwerpen               | Beerschot AC                                                   | 0-0                     | RSC Anderlecht                                | Proto Wasilewski, Kouyaté, Juhasz, Safari Gillet, Biglia, Kljestan (75' Canesin) Suarez, Mbokani, Jovanovic                                     | 41' Mbokani                                                     |
| 28 januari 2012 18:00 Olympisch Stadion Antwerpen               |                                                                |                         |                                               | Proto Wasilewski, Kouyaté, Juhasz, Safari Gillet, Biglia, Kljestan (75' Canesin) Suarez, Mbokani, Jovanovic                                     | 41' Mbokani                                                     |
| 5 februari 2012 14:30 Constant Vanden Stockstadion Anderlecht   | RSC Anderlecht                                                 | 4-2                     | KRC Genk                                      | Proto Wasilewski, Kouyaté, Juhasz, Safari Gillet (90' Kabangu), Biglia, Kljestan Suarez, Mbokani, Jovanovic (90' Mbenza)                        | 20' Juhasz 70' Wasilewski                                       |
| 5 februari 2012 14:30 Constant Vanden Stockstadion Anderlecht   | 9' Suarez 36' Kljestan 59' Mbokani 78' Mbokani                 | 0-1 1-1 2-1 3-1 3-2 4-2 | 8' Benteke 63' Barda                          | Proto Wasilewski, Kouyaté, Juhasz, Safari Gillet (90' Kabangu), Biglia, Kljestan Suarez, Mbokani, Jovanovic (90' Mbenza)                        | 20' Juhasz 70' Wasilewski                                       |
| 12 februari 2012 14:30 Stade Maurice Dufrasne Luik              | Standard Luik                                                  | 1-2                     | RSC Anderlecht                                | Proto Odoi, Kouyaté, Juhasz, Safari Gillet, Biglia, Kljestan Suarez, Mbokani (90+1' De Sutter), Jovanovic (90+2' Canesin)                       | 8' Juhasz 89' Gillet                                            |
| 12 februari 2012 14:30 Stade Maurice Dufrasne Luik              | 9' Tchité                                                      | 1-0 1-1 1-2             | 76' Juhasz 88' Mbokani                        | Proto Odoi, Kouyaté, Juhasz, Safari Gillet, Biglia, Kljestan Suarez, Mbokani (90+1' De Sutter), Jovanovic (90+2' Canesin)                       | 8' Juhasz 89' Gillet                                            |
| 19 februari 2012 14:30 Constant Vanden Stockstadion Anderlecht  | RSC Anderlecht                                                 | 3-1                     | KVC Westerlo                                  | Proto Wasilewski, Kouyaté, Juhasz (74' Odoi), Deschacht Gillet (69' Jovanovic), Biglia, Kljestan (80' Mbenza) Kabangu, Mbokani, Suarez          | 68' Juhasz                                                      |
| 19 februari 2012 14:30 Constant Vanden Stockstadion Anderlecht  | 54' Mbokani 67' Juhasz 90+1' Jovanovic                         | 1-0 2-0 2-1 3-1         | 90' Luz                                       | Proto Wasilewski, Kouyaté, Juhasz (74' Odoi), Deschacht Gillet (69' Jovanovic), Biglia, Kljestan (80' Mbenza) Kabangu, Mbokani, Suarez          | 68' Juhasz                                                      |
| 26 februari 2012 20:30 Herman Vanderpoortenstadion Lier         | Lierse SK                                                      | 0-0                     | RSC Anderlecht                                | Proto Wasilewski, Kouyaté, Juhasz, Deschacht Gillet (46' Canesin), Biglia, Kljestan Suarez, Mbokani, Jovanovic                                  | 13' Juhasz 76' Kouyaté 83' Biglia                               |
| 26 februari 2012 20:30 Herman Vanderpoortenstadion Lier         |                                                                |                         |                                               | Proto Wasilewski, Kouyaté, Juhasz, Deschacht Gillet (46' Canesin), Biglia, Kljestan Suarez, Mbokani, Jovanovic                                  | 13' Juhasz 76' Kouyaté 83' Biglia                               |
| 4 maart 2012 18:00 Constant Vanden Stockstadion Anderlecht      | RSC Anderlecht                                                 | 4-0                     | Cercle Brugge                                 | Proto Odoi, Wasilewski, Kouyaté, Deschacht Gillet (70' Kabangu), Biglia (78' Mbenza), Kljestan Suarez, Mbokani, Jovanovic (80' Canesin)         | 31' Wasilewski                                                  |
| 4 maart 2012 18:00 Constant Vanden Stockstadion Anderlecht      | 54' Gillet 65' Mbokani 67' Mbokani 71' Kabangu                 | 1-0 2-0 3-0 4-0         |                                               | Proto Odoi, Wasilewski, Kouyaté, Deschacht Gillet (70' Kabangu), Biglia (78' Mbenza), Kljestan Suarez, Mbokani, Jovanovic (80' Canesin)         | 31' Wasilewski                                                  |
| 18 maart 2012 14:30 Stayen Sint-Truiden                         | Sint-Truiden VV                                                | 2-2                     | RSC Anderlecht                                | Proto Odoi (89' Molins), Wasilewski, Kouyaté, Safari Gillet, Biglia, Kljestan (83' Praet) Canesin (66' Kabangu), Mbokani, Jovanovic             | 15' Jovanovic                                                   |
| 18 maart 2012 14:30 Stayen Sint-Truiden                         | 7' Reza 71' Euvrard                                            | 1-0 1-1 2-1 2-2         | 33' Biglia 90+1' Kabangu                      | Proto Odoi (89' Molins), Wasilewski, Kouyaté, Safari Gillet, Biglia, Kljestan (83' Praet) Canesin (66' Kabangu), Mbokani, Jovanovic             | 15' Jovanovic                                                   |
| 21 maart 2012 20:30 Constant Vanden Stockstadion Anderlecht     | RSC Anderlecht                                                 | 2-1                     | Zulte Waregem                                 | Proto Wasilewski, Kouyaté, Juhasz, Safari (53' Lukaku) Gillet (74' Kabangu), Biglia, Kljestan Canesin, Mbokani, Jovanovic (90+1' Praet)         | 35' Juhasz                                                      |
| 21 maart 2012 20:30 Constant Vanden Stockstadion Anderlecht     | 6' Kljestan 51' Jovanovic                                      | 1-0 1-1 2-1             | 33' Leye                                      | Proto Wasilewski, Kouyaté, Juhasz, Safari (53' Lukaku) Gillet (74' Kabangu), Biglia, Kljestan Canesin, Mbokani, Jovanovic (90+1' Praet)         | 35' Juhasz                                                      |
| Play-off I                                                      |                                                                |                         |                                               | |                                                                 |
| 1 april 2012 18:00 Constant Vanden Stockstadion Anderlecht      | RSC Anderlecht                                                 | 1-1                     | KV Kortrijk                                   | Proto Wasilewski, Kouyaté, Juhasz, Deschacht Gillet (80' Canesin), Biglia, Kljestan (85' De Sutter) Suarez, Mbokani, Jovanovic (71' Kabangu)    | 50' Suarez                                                      |
| 1 april 2012 18:00 Constant Vanden Stockstadion Anderlecht      | 62' Mbokani                                                    | 0-1 1-1                 | 15' Joseph-Monrose                            | Proto Wasilewski, Kouyaté, Juhasz, Deschacht Gillet (80' Canesin), Biglia, Kljestan (85' De Sutter) Suarez, Mbokani, Jovanovic (71' Kabangu)    | 50' Suarez                                                      |
| 6 april 2012 20:30 Stade Maurice Dufrasne Luik                  | Standard Luik                                                  | 0-0                     | RSC Anderlecht                                | Proto Wasilewski, Kouyaté, Juhasz, Lukaku (87' Odoi) Gillet, Biglia, Suarez, Kljestan Mbokani, Jovanovic (82' Kanu)                             | 14' Juhasz 26' Gillet                                           |
| 6 april 2012 20:30 Stade Maurice Dufrasne Luik                  |                                                                |                         |                                               | Proto Wasilewski, Kouyaté, Juhasz, Lukaku (87' Odoi) Gillet, Biglia, Suarez, Kljestan Mbokani, Jovanovic (82' Kanu)                             | 14' Juhasz 26' Gillet                                           |
| 11 april 2012 20:30 Jules Ottenstadion Gent                     | AA Gent                                                        | 1-4                     | RSC Anderlecht                                | Proto Wasilewski, Kouyaté, Juhasz (70' Odoi), Lukaku Kabangu, Biglia, Kljestan, Kanu (81' Mbenza) Mbokani, Suarez (65' Jovanovic)               | 13' Kljestan 22' Mbokani 90+2' Mbenza                           |
| 11 april 2012 20:30 Jules Ottenstadion Gent                     | 73' Mboyo                                                      | 0-1 0-2 0-3 1-3 1-4     | 29' Kabangu 35' Suarez 61' Kanu 90+3' Mbokani | Proto Wasilewski, Kouyaté, Juhasz (70' Odoi), Lukaku Kabangu, Biglia, Kljestan, Kanu (81' Mbenza) Mbokani, Suarez (65' Jovanovic)               | 13' Kljestan 22' Mbokani 90+2' Mbenza                           |
| 14 april 2012 20:00 Constant Vanden Stockstadion Anderlecht     | RSC Anderlecht                                                 | 1-3                     | KRC Genk                                      | Proto Wasilewski, Kouyaté, Juhasz, Lukaku (77' De Sutter) Kabangu (46' Gillet), Biglia, Kljestan (46' Jovanovic), Kanu Suarez, Mbokani          |                                                                 |
| 14 april 2012 20:00 Constant Vanden Stockstadion Anderlecht     | 55' Mbokani                                                    | 0-1 0-2 1-2 1-3         | 18' Benteke 40' Vanden Borre 74' Vossen       | Proto Wasilewski, Kouyaté, Juhasz, Lukaku (77' De Sutter) Kabangu (46' Gillet), Biglia, Kljestan (46' Jovanovic), Kanu Suarez, Mbokani          |                                                                 |
| 22 april 2012 18:00 Jan Breydelstadion Brugge                   | Club Brugge                                                    | 0-1                     | RSC Anderlecht                                | Proto Wasilewski, Kouyaté, Juhasz, Odoi Kljestan, Biglia, Kanu (90+4' Mbenza) Suarez (73' Gillet), Mbokani, Jovanovic (88' Canesin)             | 41' Jovanovic 45+1' Mbokani 90+2' Kljestan 90+3' Canesin        |
| 22 april 2012 18:00 Jan Breydelstadion Brugge                   |                                                                | 0-1                     | 16' Mbokani                                   | Proto Wasilewski, Kouyaté, Juhasz, Odoi Kljestan, Biglia, Kanu (90+4' Mbenza) Suarez (73' Gillet), Mbokani, Jovanovic (88' Canesin)             | 41' Jovanovic 45+1' Mbokani 90+2' Kljestan 90+3' Canesin        |
| 27 april 2012 20:30 Cristal Arena Genk                          | KRC Genk                                                       | 0-4                     | RSC Anderlecht                                | Proto Odoi, Kouyaté, Juhasz, Safari (77' Lukaku) Mbenza, Biglia, Kanu (68' Canesin) Gillet, Suarez (86' De Sutter), Jovanovic                   | 43' Mbenza                                                      |
| 27 april 2012 20:30 Cristal Arena Genk                          |                                                                | 0-1 0-2 0-3 0-4         | 8' Kanu 32' Gillet 53' Kanu 87' De Sutter     | Proto Odoi, Kouyaté, Juhasz, Safari (77' Lukaku) Mbenza, Biglia, Kanu (68' Canesin) Gillet, Suarez (86' De Sutter), Jovanovic                   | 43' Mbenza                                                      |
| 2 mei 2012 20:00 Constant Vanden Stockstadion Anderlecht        | RSC Anderlecht                                                 | 1-0                     | AA Gent                                       | Proto Gillet, Kouyaté, Juhasz, Safari Mbenza, Biglia (79' Kljestan), Kanu (90' De Sutter) Suarez, Mbokani, Jovanovic (70' Kabangu)              | 87' Suarez                                                      |
| 2 mei 2012 20:00 Constant Vanden Stockstadion Anderlecht        | 11' Kanu                                                       | 1-0                     |                                               | Proto Gillet, Kouyaté, Juhasz, Safari Mbenza, Biglia (79' Kljestan), Kanu (90' De Sutter) Suarez, Mbokani, Jovanovic (70' Kabangu)              | 87' Suarez                                                      |
| 6 mei 2012 14:30 Constant Vanden Stockstadion Anderlecht        | RSC Anderlecht                                                 | 1-1                     | Club Brugge                                   | Proto Odoi (82' Molins), Kouyaté, Juhasz, Safari Gillet, Biglia, Kljestan (74' De Sutter) Kanu (66' Canesin), Mbokani, Jovanovic                | 86' Biglia                                                      |
| 6 mei 2012 14:30 Constant Vanden Stockstadion Anderlecht        | 90+3' Gillet                                                   | 0-1 1-1                 | 71' Lestienne                                 | Proto Odoi (82' Molins), Kouyaté, Juhasz, Safari Gillet, Biglia, Kljestan (74' De Sutter) Kanu (66' Canesin), Mbokani, Jovanovic                | 86' Biglia                                                      |
| 10 mei 2012 20:30 Guldensporenstadion Kortrijk                  | KV Kortrijk                                                    | 2-0                     | RSC Anderlecht                                | Cordier Odoi, Juhasz (46' Gillet), Deschacht, Safari (46' Lukaku) Molins, Marecek, Kouyaté, Canesin Kabangu (64' Kanu), De Sutter               | 54' Odoi                                                        |
| 10 mei 2012 20:30 Guldensporenstadion Kortrijk                  | 12' Nfor 36' Oussalah                                          | 1-0 2-0                 |                                               | Cordier Odoi, Juhasz (46' Gillet), Deschacht, Safari (46' Lukaku) Molins, Marecek, Kouyaté, Canesin Kabangu (64' Kanu), De Sutter               | 54' Odoi                                                        |
| 13 mei 2012 14:30 Constant Vanden Stockstadion Anderlecht       | RSC Anderlecht                                                 | 3-0                     | Standard Luik                                 | Schollen Odoi, Kouyaté, Juhasz (46' Kanu), Deschacht Molins (62' Canesin), Biglia, Gillet Suarez (70' De Sutter), Mbokani, Jovanovic            | 27' Juhasz 54' Kouyaté                                          |
| 13 mei 2012 14:30 Constant Vanden Stockstadion Anderlecht       | 28' Mbokani 66' Suarez 79' Canesin                             | 1-0 2-0 3-0             |                                               | Schollen Odoi, Kouyaté, Juhasz (46' Kanu), Deschacht Molins (62' Canesin), Biglia, Gillet Suarez (70' De Sutter), Mbokani, Jovanovic            | 27' Juhasz 54' Kouyaté                                          |

### Overzicht
| Speeldag  | 1  | 2 | 3 | 4 | 5 | 6  | 7  | 8  | 9  | 10 | 11 | 12 | 13 | 14 | 15 | 16 | 17 | 18 | 19 | 20 | 21 | 22 | 23 | 24 | 25 | 26 | 27 | 28 | 29 | 30 |  | 1  | 2  | 3  | 4  | 5  | 6  | 7  | 8  | 9  | 10 |
| --------- | -- | - | - | - | - | -- | -- | -- | -- | -- | -- | -- | -- | -- | -- | -- | -- | -- | -- | -- | -- | -- | -- | -- | -- | -- | -- | -- | -- | -- |  | -- | -- | -- | -- | -- | -- | -- | -- | -- | -- |
| Resultaat | v  | w | w | g | g | w  | w  | w  | w  | w  | w  | w  | v  | w  | w  | g  | v  | w  | g  | w  | w  | w  | g  | w  | w  | w  | g  | w  | g  | w  |  | g  | g  | w  | v  | w  | w  | w  | g  | v  | w  |
| Punten    | 0  | 3 | 6 | 7 | 8 | 11 | 14 | 17 | 20 | 23 | 26 | 29 | 29 | 32 | 35 | 36 | 36 | 39 | 40 | 43 | 46 | 49 | 50 | 53 | 56 | 59 | 60 | 63 | 64 | 67 |  | 35 | 36 | 39 | 39 | 42 | 45 | 48 | 49 | 49 | 52 |
| Positie   | 12 | 6 | 2 | 5 | 8 | 4  | 2  | 2  | 1  | 1  | 1  | 1  | 1  | 1  | 1  | 1  | 1  | 1  | 1  | 1  | 1  | 1  | 1  | 1  | 1  | 1  | 1  | 1  | 1  | 1  |  | 1  | 1  | 1  | 1  | 1  | 1  | 1  | 1  | 1  | 1  |

### Klassement voor de Play-offs
| Pl. | Club                | Wed | W  | V  | G  | +  | –  | Ptn. | Play-off     |
| --- | ------------------- | --- | -- | -- | -- | -- | -- | ---- | ------------ |
| 1   | RSC Anderlecht      | 30  | 20 | 3  | 7  | 61 | 26 | 67   | Play-off I   |
| 2   | Club Brugge         | 30  | 19 | 7  | 4  | 51 | 32 | 61   | Play-off I   |
| 3   | AA Gent             | 30  | 17 | 8  | 5  | 63 | 35 | 56   | Play-off I   |
| 4   | Standard Luik       | 30  | 14 | 7  | 9  | 43 | 33 | 51   | Play-off I   |
| 5   | KRC Genk            | 30  | 13 | 10 | 7  | 60 | 44 | 46   | Play-off I   |
| 6   | KV Kortrijk         | 30  | 13 | 10 | 7  | 39 | 36 | 46   | Play-off I   |
| 7   | Cercle Brugge       | 30  | 13 | 10 | 7  | 36 | 37 | 46   | Play-off II  |
| 8   | KSC Lokeren         | 30  | 11 | 8  | 11 | 48 | 40 | 44   | Play-off II  |
| 9   | KV Mechelen         | 30  | 10 | 13 | 7  | 40 | 50 | 37   | Play-off II  |
| 10  | RAEC Mons           | 30  | 9  | 12 | 9  | 50 | 55 | 36   | Play-off II  |
| 11  | Beerschot AC        | 30  | 9  | 12 | 9  | 45 | 51 | 36   | Play-off II  |
| 12  | Lierse SK           | 30  | 6  | 11 | 13 | 24 | 36 | 31   | Play-off II  |
| 13  | SV Zulte Waregem    | 30  | 6  | 12 | 12 | 32 | 38 | 30   | Play-off II  |
| 14  | Oud-Heverlee Leuven | 30  | 7  | 15 | 8  | 38 | 58 | 29   | Play-off II  |
| 15  | KVC Westerlo        | 30  | 5  | 20 | 5  | 29 | 59 | 20   | Play-off III |
| 16  | Sint-Truidense VV   | 30  | 3  | 17 | 10 | 32 | 61 | 19   | Play-off III |

### Klassement Play-off I
|           | #  | Club           | GS | W | G | V | DV | DT | DS | PTN |
| --------- | -- | -------------- | -- | - | - | - | -- | -- | -- | --- |
| K         | 1. | RSC Anderlecht | 10 | 5 | 3 | 2 | 16 | 8  | +8 | 52  |
| CL        | 2. | Club Brugge    | 10 | 5 | 2 | 3 | 14 | 11 | +3 | 48  |
| EL        | 3. | KRC Genk       | 10 | 6 | 0 | 4 | 19 | 19 | 0  | 41  |
| (barrage) | 4. | AA Gent        | 10 | 4 | 0 | 6 | 16 | 16 | 0  | 40  |
|           | 5. | Standard Luik  | 10 | 2 | 3 | 5 | 10 | 17 | −7 | 35  |
|           | 6. | KV Kortrijk    | 10 | 3 | 2 | 5 | 16 | 20 | −4 | 34  |

### Statistieken
| No. | Naam                | Wedstr. |    |    |   |    |    |
| --- | ------------------- | ------- | -- | -- | - | -- | -- |
| 1   | Silvio Proto        | 38      | 0  | 3  | 0 | 0  | 0  |
| 2   | Ondřej Mazuch       | 0       | 0  | 0  | 0 | 0  | 0  |
| 3   | Olivier Deschacht   | 16      | 0  | 1  | 0 | 2  | 2  |
| 4   | Samuel              | 4       | 0  | 1  | 1 | 0  | 0  |
| 5   | Lucas Biglia        | 30      | 2  | 5  | 0 | 0  | 4  |
| 6   | Diogo               | 0       | 0  | 0  | 0 | 0  | 0  |
| 6   | Bedi Mbenza         | 7       | 0  | 2  | 0 | 5  | 0  |
| 7   | Guillermo Molins    | 4       | 0  | 0  | 0 | 2  | 1  |
| 8   | Denis Odoi          | 19      | 0  | 2  | 1 | 5  | 2  |
| 9   | Matías Suárez       | 35      | 12 | 5  | 0 | 2  | 12 |
| 10  | Kanu                | 15      | 4  | 0  | 0 | 8  | 6  |
| 11  | Milan Jovanović     | 35      | 9  | 4  | 1 | 4  | 16 |
| 12  | Thomas Chatelle     | 0       | 0  | 0  | 0 | 0  | 0  |
| 13  | Jonathan Legear     | 2       | 0  | 1  | 0 | 1  | 1  |
| 14  | Romelu Lukaku       | 2       | 2  | 0  | 0 | 0  | 0  |
| 14  | Patou Kabangu       | 12      | 3  | 0  | 0 | 8  | 2  |
| 16  | Cheikhou Kouyaté    | 38      | 0  | 3  | 0 | 1  | 1  |
| 17  | Oleksandr Iakovenko | 4       | 0  | 1  | 0 | 4  | 0  |
| 18  | Lukáš Mareček       | 9       | 0  | 3  | 0 | 2  | 3  |
| 19  | Sacha Kljestan      | 36      | 4  | 5  | 0 | 1  | 8  |
| 20  | Behrang Safari      | 24      | 0  | 2  | 0 | 0  | 4  |
| 21  | Tom De Sutter       | 24      | 3  | 0  | 0 | 17 | 3  |
| 22  | Davy Schollen       | 1       | 0  | 0  | 0 | 0  | 0  |
| 23  | Roland Juhász       | 36      | 4  | 13 | 1 | 0  | 4  |
| 25  | Dieumerci Mbokani   | 26      | 15 | 5  | 0 | 2  | 7  |
| 26  | Dennis Praet        | 7       | 0  | 0  | 0 | 7  | 0  |
| 27  | Marcin Wasilewski   | 30      | 3  | 6  | 0 | 2  | 1  |
| 28  | Michael Cordier     | 1       | 0  | 0  | 0 | 0  | 0  |
| 30  | Guillaume Gillet    | 37      | 14 | 4  | 0 | 3  | 8  |
| 36  | Nathan Kabasele     | 3       | 1  | 0  | 0 | 3  | 0  |
| 37  | Jordan Lukaku       | 6       | 0  | 0  | 0 | 3  | 2  |
| 39  | Ziguy Badibanga     | 3       | 0  | 0  | 0 | 1  | 0  |
| 42  | Lamisha Musonda     | 0       | 0  | 0  | 0 | 0  | 0  |
| 55  | Fernando Canesin    | 32      | 1  | 2  | 0 | 15 | 13 |
| 70  | Ronald Vargas       | 4       | 0  | 1  | 0 | 4  | 0  |
| 77  | Reynaldo            | 1       | 0  | 0  | 0 | 0  | 1  |

## UEFA Europa League
Op 5 augustus 2011 werd er geloot voor de play-offs van de UEFA Europa League. Anderlecht nam het in de laatste voorronde op tegen het Turkse Bursaspor. Paars-wit won uit verplaatsing met 1-2 en leek toen al zo goed als zeker geplaatst. Ook in de terugwedstrijd was Anderlecht beter dan Bursaspor. Anderlecht kwam 2-1 voor, maar incasseerde met nog 20 minuten te spelen een gelijkmaker. Uiteindelijk bleef 2-2 de eindscore en plaatste Anderlecht zich niet zonder moeite voor de groepsfase.
In de groepsfase van de Europa League nam Anderlecht het op tegen AEK Athene, Lokomotiv Moskou (de ex-club van Milan Jovanović) en SK Sturm Graz (de ex-club van keeperstrainer Filip De Wilde). Paars-wit won elke wedstrijd en werd dus groepswinnaar met het maximum van de punten. Geen enkele ploeg in Europa kon deze prestatie evenaren.
In de 1/16 finale raakte Anderlecht niet voorbij het Nederlandse AZ. In Alkmaar was de thuisploeg duidelijk beter en mocht Anderlecht tevreden zijn met een 1-0 nederlaag. In de terugwedstrijd kwam paars-wit beter voor de dag, maar kon het opnieuw niet scoren. Maarten Martens, opgeleid bij Anderlecht, scoorde het enige doelpunt van de wedstrijd.

### Wedstrijden
| UEFA Europa League                                              |                                                               |                                 |                                    | |                                                    |
| Wedstrijddetails                                                | Thuisploeg                                                    | Uitslag                         | Uitploeg                           | Opstelling | Kaarten                                            |
| Play-off                                                        |                                                               |                                 |                                    | |                                                    |
| 18 augustus 2011 20:00 Bursa Atatürk Stadion Bursa              | Bursaspor                                                     | 1-2                             | RSC Anderlecht                     | Proto Odoi, Kouyaté, Samuel, Safari Legear (74' Gillet), Kljestan, Biglia, Canesin (89' De Sutter) Suarez, Kanu (66' Jovanovic)               | 43' Suarez 45+3' Legear 90+1' Samuel               |
| 18 augustus 2011 20:00 Bursa Atatürk Stadion Bursa              | 37' Wederson                                                  | 1-0 1-1 1-2                     | 54' Legear 77' Jovanovic           | Proto Odoi, Kouyaté, Samuel, Safari Legear (74' Gillet), Kljestan, Biglia, Canesin (89' De Sutter) Suarez, Kanu (66' Jovanovic)               | 43' Suarez 45+3' Legear 90+1' Samuel               |
| 25 augustus 2011 20:30 Constant Vanden Stockstadion Anderlecht  | RSC Anderlecht                                                | 2-2                             | Bursaspor                          | Proto Odoi, Kouyaté, Juhasz, Safari Gillet, Biglia, Kljestan, Jovanovic (83' Kanu) Suarez, De Sutter (60' Canesin)                            | 86' Juhasz 90+1' Biglia                            |
| 25 augustus 2011 20:30 Constant Vanden Stockstadion Anderlecht  | 39' Juhasz 58' Jovanovic                                      | 0-1 1-1 2-1 2-2                 | 6' Bahadir 69' Stepanov            | Proto Odoi, Kouyaté, Juhasz, Safari Gillet, Biglia, Kljestan, Jovanovic (83' Kanu) Suarez, De Sutter (60' Canesin)                            | 86' Juhasz 90+1' Biglia                            |
| Groepsfase                                                      |                                                               |                                 |                                    | |                                                    |
| 15 september 2011 21:05 Constant Vanden Stockstadion Anderlecht | RSC Anderlecht                                                | 4-1                             | AEK Athene                         | Proto Wasilewski, Kouyaté (86' Safari), Juhasz, Deschacht Gillet, Biglia, Kljestan Canesin, Suarez (86' De Sutter), Jovanovic (81' Iakovenko) | 22' Juhasz 78' Jovanovic                           |
| 15 september 2011 21:05 Constant Vanden Stockstadion Anderlecht | 17' Suarez 34' Jovanovic 41' Suarez 85' Suarez                | 1-0 2-0 2-1 3-1 4-1             | 37' Leonardo                       | Proto Wasilewski, Kouyaté (86' Safari), Juhasz, Deschacht Gillet, Biglia, Kljestan Canesin, Suarez (86' De Sutter), Jovanovic (81' Iakovenko) | 22' Juhasz 78' Jovanovic                           |
| 29 september 2011 18:00 Lokomotivstadion Moskou                 | Lokomotiv Moskou                                              | 0-2                             | RSC Anderlecht                     | Proto Wasilewski, Kouyaté, Juhasz, Safari Gillet, Biglia, Kljestan Canesin (61' Mbokani), Suarez (75' Marecek), Kanu (90+1' Odoi)             | 45+1' Wasilewski 88' Mbokani 90+1' Kanu            |
| 29 september 2011 18:00 Lokomotivstadion Moskou                 |                                                               | 0-1 0-2                         | 12' Suarez 72' Mbokani             | Proto Wasilewski, Kouyaté, Juhasz, Safari Gillet, Biglia, Kljestan Canesin (61' Mbokani), Suarez (75' Marecek), Kanu (90+1' Odoi)             | 45+1' Wasilewski 88' Mbokani 90+1' Kanu            |
| 20 oktober 2011 19:00 UPC Arena Graz                            | SK Sturm Graz                                                 | 0-2                             | RSC Anderlecht                     | Proto Wasilewski, Kouyaté, Juhasz, Safari Gillet, Biglia (81' Marecek), Kljestan Suarez (87' Canesin), Mbokani (90' De Sutter), Jovanovic     | 24' Suarez 71' Biglia 82' Jovanovic                |
| 20 oktober 2011 19:00 UPC Arena Graz                            |                                                               | 0-1 0-2                         | 67' Gillet 75' Suarez              | Proto Wasilewski, Kouyaté, Juhasz, Safari Gillet, Biglia (81' Marecek), Kljestan Suarez (87' Canesin), Mbokani (90' De Sutter), Jovanovic     | 24' Suarez 71' Biglia 82' Jovanovic                |
| 3 november 2011 21:05 Constant Vanden Stockstadion Anderlecht   | RSC Anderlecht                                                | 3-0                             | SK Sturm Graz                      | Proto Wasilewski, Kouyaté, Juhasz, Safari Gillet (78' Kabasele), Marecek, Kljestan Canesin (68' Badibanga), Suarez, Jovanovic (71' De Sutter) | 74' De Sutter 85' Wasilewski                       |
| 3 november 2011 21:05 Constant Vanden Stockstadion Anderlecht   | 24' Gillet 75' Suarez 82' De Sutter                           | 1-0 2-0 3-0                     |                                    | Proto Wasilewski, Kouyaté, Juhasz, Safari Gillet (78' Kabasele), Marecek, Kljestan Canesin (68' Badibanga), Suarez, Jovanovic (71' De Sutter) | 74' De Sutter 85' Wasilewski                       |
| 1 december 2011 19:00 Olympisch Stadion Athene                  | AEK Athene                                                    | 1-2                             | RSC Anderlecht                     | Proto Wasilewski, Kouyaté, Juhasz, Safari (53' Odoi) Gillet, Marecek (70' Canesin), Kljestan Jovanovic, Suarez (83' De Sutter), Kanu          | 90+2' Gillet                                       |
| 1 december 2011 19:00 Olympisch Stadion Athene                  | 20' Sialmas                                                   | 0-1 1-1 1-2                     | 3' Gillet 36' Gillet               | Proto Wasilewski, Kouyaté, Juhasz, Safari (53' Odoi) Gillet, Marecek (70' Canesin), Kljestan Jovanovic, Suarez (83' De Sutter), Kanu          | 90+2' Gillet                                       |
| 14 december 2011 21:05 Constant Vanden Stockstadion Anderlecht  | RSC Anderlecht                                                | 5-3                             | Lokomotiv Moskou                   | Proto Wasilewski, Kouyaté, Juhasz, Safari Gillet (81' Badibanga), Marecek, Kljestan Canesin (87' De Sutter), Suarez (72' Mbokani), Jovanovic  | 10' Canesin 27' Kouyaté 75' Juhasz                 |
| 14 december 2011 21:05 Constant Vanden Stockstadion Anderlecht  | 32' Kljestan 39' Canesin 57' Wasilewski 60' Suarez 77' Gillet | 0-1 1-1 2-1 3-1 4-1 4-2 5-2 5-3 | 20' Ignatyev 69' Sychev 89' Sychev | Proto Wasilewski, Kouyaté, Juhasz, Safari Gillet (81' Badibanga), Marecek, Kljestan Canesin (87' De Sutter), Suarez (72' Mbokani), Jovanovic  | 10' Canesin 27' Kouyaté 75' Juhasz                 |
| 1/16 finale                                                     |                                                               |                                 |                                    | |                                                    |
| 16 februari 2012 19:00 AFAS Stadion Alkmaar                     | AZ                                                            | 1-0                             | RSC Anderlecht                     | Proto Wasilewski (90+1' Odoi), Kouyaté, Juhasz, Safari (46' Deschacht) Gillet, Biglia, Kljestan Canesin (60' Suarez), Mbokani, Jovanovic      | 85' Suarez 90' Mbokani                             |
| 16 februari 2012 19:00 AFAS Stadion Alkmaar                     | 36' Maher                                                     | 1-0                             |                                    | Proto Wasilewski (90+1' Odoi), Kouyaté, Juhasz, Safari (46' Deschacht) Gillet, Biglia, Kljestan Canesin (60' Suarez), Mbokani, Jovanovic      | 85' Suarez 90' Mbokani                             |
| 23 februari 2012 21:05 Constant Vanden Stockstadion Anderlecht  | RSC Anderlecht                                                | 0-1                             | AZ                                 | Proto Wasilewski, Kouyaté, Juhasz, Deschacht (61' Kabangu) Gillet, Biglia, Kljestan Suarez, Mbokani, Jovanovic                                | 55' Kljestan 61' Juhasz 71' Mbokani 79' Wasilewski |
| 23 februari 2012 21:05 Constant Vanden Stockstadion Anderlecht  |                                                               | 0-1                             | 54' Martens                        | Proto Wasilewski, Kouyaté, Juhasz, Deschacht (61' Kabangu) Gillet, Biglia, Kljestan Suarez, Mbokani, Jovanovic                                | 55' Kljestan 61' Juhasz 71' Mbokani 79' Wasilewski |

### Statistieken
| No. | Naam                | Wedstr. |   |   |   |   |   |
| --- | ------------------- | ------- | - | - | - | - | - |
| 1   | Silvio Proto        | 10      | 0 | 0 | 0 | 0 | 0 |
| 2   | Ondřej Mazuch       | 0       | 0 | 0 | 0 | 0 | 0 |
| 3   | Olivier Deschacht   | 3       | 0 | 0 | 0 | 1 | 1 |
| 4   | Samuel              | 1       | 0 | 1 | 0 | 0 | 0 |
| 5   | Lucas Biglia        | 7       | 0 | 2 | 0 | 0 | 1 |
| 6   | Bedi Mbenza         | 0       | 0 | 0 | 0 | 0 | 0 |
| 7   | Guillermo Molins    | 0       | 0 | 0 | 0 | 0 | 0 |
| 8   | Denis Odoi          | 5       | 0 | 0 | 0 | 3 | 0 |
| 9   | Matías Suárez       | 10      | 7 | 3 | 0 | 1 | 5 |
| 10  | Kanu                | 4       | 0 | 1 | 0 | 1 | 2 |
| 11  | Milan Jovanović     | 9       | 3 | 2 | 0 | 1 | 3 |
| 12  | Thomas Chatelle     | 0       | 0 | 0 | 0 | 0 | 0 |
| 13  | Jonathan Legear     | 1       | 1 | 1 | 0 | 0 | 1 |
| 14  | Patou Kabangu       | 1       | 0 | 0 | 0 | 1 | 0 |
| 16  | Cheikhou Kouyaté    | 10      | 0 | 1 | 0 | 0 | 1 |
| 17  | Oleksandr Iakovenko | 1       | 0 | 0 | 0 | 1 | 0 |
| 18  | Lukáš Mareček       | 5       | 0 | 0 | 0 | 2 | 1 |
| 19  | Sacha Kljestan      | 10      | 1 | 1 | 0 | 0 | 0 |
| 20  | Behrang Safari      | 9       | 0 | 0 | 0 | 1 | 2 |
| 21  | Tom De Sutter       | 7       | 1 | 1 | 0 | 6 | 1 |
| 22  | Davy Schollen       | 0       | 0 | 0 | 0 | 0 | 0 |
| 23  | Roland Juhász       | 9       | 1 | 4 | 0 | 0 | 0 |
| 25  | Dieumerci Mbokani   | 5       | 1 | 3 | 0 | 2 | 1 |
| 26  | Dennis Praet        | 0       | 0 | 0 | 0 | 0 | 0 |
| 27  | Marcin Wasilewski   | 8       | 1 | 3 | 0 | 0 | 1 |
| 28  | Michael Cordier     | 0       | 0 | 0 | 0 | 0 | 0 |
| 30  | Guillaume Gillet    | 10      | 5 | 1 | 0 | 1 | 2 |
| 36  | Nathan Kabasele     | 1       | 0 | 0 | 0 | 1 | 0 |
| 39  | Ziguy Badibanga     | 2       | 0 | 0 | 0 | 2 | 0 |
| 42  | Lamisha Musonda     | 0       | 0 | 0 | 0 | 0 | 0 |
| 55  | Fernando Canesin    | 9       | 1 | 1 | 0 | 3 | 5 |
| 70  | Ronald Vargas       | 0       | 0 | 0 | 0 | 0 | 0 |
| 77  | Reynaldo            | 0       | 0 | 0 | 0 | 0 | 0 |

### Play-offs (heen)
|                                               |                  |                |                                |                                                                                 |
| 18 augustus 2011 Play-offs UEFA Europa League | Bursaspor        | 1 – 2          | RSC Anderlecht                 | Bursa Atatürkstadion, Boersa Toeschouwers: 21.920 Scheidsrechter: Libor Kovařík |
| 18 augustus 2011 Play-offs UEFA Europa League | 37' (pen) Gökçek | Wedstrijdfiche | 54' (pen) Legear 78' Jovanović | Bursa Atatürkstadion, Boersa Toeschouwers: 21.920 Scheidsrechter: Libor Kovařík |

| Bursaspor | Anderlecht |

| Bursaspor (4–1–4–1): |    |                      |       |
|                      |    |                      |       |
| GK                   | 12 | Scott Carson         |       |
| RB                   | 78 | İbrahim Kaş          | 90'   |
| CB                   | 4  | Ömer Erdoğan         | 53'   |
| CB                   | 23 | Serdar Aziz          |       |
| LB                   | 6  | Gökçek Vederson      |       |
| DM                   | 7  | Alfred N'Diaye       |       |
| RM                   | 33 | Ozan İpek            | 59'   |
| CM                   | 8  | Federico Insúa       | 46'   |
| CM                   | 17 | Pablo Batalla        | 85'   |
| LM                   | 10 | Volkan Şen           | 90+2' |
| CF                   | 19 | Teteh Bangura        |       |
| Wisselspelers:       |    |                      |       |
|                      |    |                      |       |
| MF                   | 3  | Giani Stelian Kiriță | 46'   |
| FW                   | 9  | Sercan Yıldırım      | 59'   |
| MF                   | 90 | Mehmet Sak           | 85'   |
| Coach:               |    |                      |       |
| Ertuğrul Sağlam      |    |                      |       |

| Anderlecht (4–2–3–1): |    |                  |           |
|                       |    |                  |           |
| GK                    | 1  | Silvio Proto     |           |
| RB                    | 8  | Denis Odoi       |           |
| CB                    | 16 | Cheikhou Kouyaté |           |
| CB                    | 4  | Samuel           |           |
| LB                    | 20 | Behrang Safari   |           |
| CM                    | 5  | Lucas Biglia     |           |
| CM                    | 19 | Sacha Kljestan   |           |
| RM                    | 13 | Jonathan Legear  | 45+3' 75' |
| AM                    | 10 | Kanu             | 66'       |
| LM                    | 55 | Fernando Canesin | 89'       |
| CF                    | 9  | Matías Suárez    | 36'       |
| Wisselspelers:        |    |                  |           |
|                       |    |                  |           |
| FW                    | 11 | Milan Jovanović  | 61'       |
| MF                    | 30 | Guillaume Gillet | 75'       |
| FW                    | 21 | Tom De Sutter    | 89'       |
| Coach:                |    |                  |           |
| Ariël Jacobs          |    |                  |           |

### Play-offs (terug)
|                                               |                          |                |                        |                                                                                           |
| 25 augustus 2011 Play-offs UEFA Europa League | RSC Anderlecht           | 2 – 2          | Bursaspor              | Constant Vanden Stockstadion, Anderlecht Toeschouwers: 19.500 Scheidsrechter: Jorge Sousa |
| 25 augustus 2011 Play-offs UEFA Europa League | 38' Juhász 57' Jovanović | Wedstrijdfiche | 5' Turgay 68' Stepanov | Constant Vanden Stockstadion, Anderlecht Toeschouwers: 19.500 Scheidsrechter: Jorge Sousa |

| Anderlecht | Bursaspor |

| Anderlecht (4–3–3 punt naar achteren): |    |                  |       |
|                                        |    |                  |       |
| GK                                     | 1  | Silvio Proto     |       |
| RB                                     | 8  | Denis Odoi       |       |
| CB                                     | 16 | Cheikhou Kouyaté |       |
| CB                                     | 23 | Roland Juhász    | 85'   |
| LB                                     | 20 | Behrang Safari   |       |
| DM                                     | 5  | Lucas Biglia     | 90+2' |
| CM                                     | 30 | Guillaume Gillet |       |
| CM                                     | 19 | Sacha Kljestan   |       |
| RW                                     | 9  | Matías Suárez    |       |
| CF                                     | 21 | Tom De Sutter    | 59'   |
| LW                                     | 11 | Milan Jovanović  | 82'   |
| Wisselspelers:                         |    |                  |       |
|                                        |    |                  |       |
| FW                                     | 55 | Fernando Canesin | 59'   |
| MF                                     | 10 | Kanu             | 82'   |
| Coach:                                 |    |                  |       |
| Ariël Jacobs                           |    |                  |       |

| Bursaspor (4–2–3–1): |    |                 |         |
|                      |    |                 |         |
| GK                   | 12 | Scott Carson    |         |
| RB                   | 66 | Ahmet Arı       | 74'     |
| CB                   | 5  | Milan Stepanov  | 57'     |
| CB                   | 38 | İbrahim Öztürk  | 22'     |
| LB                   | 6  | Gökçek Vederson |         |
| CM                   | 7  | Alfred N'Diaye  |         |
| CM                   | 13 | Gustav Svensson |         |
| RM                   | 22 | Turgay Bahadır  |         |
| AM                   | 17 | Pablo Batalla   |         |
| LM                   | 8  | Federico Insúa  | 78'     |
| CF                   | 19 | Teteh Bangura   | 14' 86' |
| Wisselspelers:       |    |                 |         |
|                      |    |                 |         |
| MF                   | 90 | Mehmet Sak      | 74'     |
| FW                   | 35 | Haktan Odabaşı  | 78'     |
| DF                   | 4  | Ömer Erdoğan    | 86'     |
| Coach:               |    |                 |         |
| Ertuğrul Sağlam      |    |                 |         |

### Groepsfase speeldag 1
|                                                 |                                    |                |              |                                                                                                 |
| 15 september 2011 Groepsfase UEFA Europa League | RSC Anderlecht                     | 4 – 1          | AEK Athene   | Constant Vanden Stockstadion, Anderlecht Toeschouwers: 13.100 Scheidsrechter: Carlos Clos Gómez |
| 15 september 2011 Groepsfase UEFA Europa League | 16', 40', 84' Suárez 33' Jovanović | Wedstrijdfiche | 36' Leonardo | Constant Vanden Stockstadion, Anderlecht Toeschouwers: 13.100 Scheidsrechter: Carlos Clos Gómez |

| Anderlecht | AEK Athene |

| Anderlecht (4–3–3 punt naar achteren): |    |                   |         |
|                                        |    |                   |         |
| GK                                     | 1  | Silvio Proto      |         |
| RB                                     | 27 | Marcin Wasilewski |         |
| CB                                     | 16 | Cheikhou Kouyaté  | 85'     |
| CB                                     | 23 | Roland Juhász     | 21'     |
| LB                                     | 3  | Olivier Deschacht |         |
| DM                                     | 5  | Lucas Biglia      |         |
| CM                                     | 30 | Guillaume Gillet  |         |
| CM                                     | 19 | Sacha Kljestan    |         |
| RW                                     | 55 | Fernando Canesin  |         |
| CF                                     | 9  | Matías Suárez     | 85'     |
| LW                                     | 11 | Milan Jovanović   | 77' 80' |
| Wisselspelers:                         |    |                   |         |
|                                        |    |                   |         |
| MF                                     | 17 | Sasja Jakovenko   | 80'     |
| DF                                     | 20 | Behrang Safari    | 85'     |
| FW                                     | 21 | Tom De Sutter     | 85'     |
| Coach:                                 |    |                   |         |
| Ariël Jacobs                           |    |                   |         |

| Zenit (4–2–3–1):       |    |                           |     |
|                        |    |                           |     |
| GK                     | 23 | Dimitrios Konstantopoulos |     |
| RB                     | 31 | Nikos Georgeas            |     |
| CB                     | 4  | Kostas Manolas            | 77' |
| CB                     | 5  | Traianos Dellas           |     |
| LB                     | 15 | Nikos Karabelas           |     |
| CM                     | 21 | Fabián Vargas             | 41' |
| CM                     | 90 | Savvas Gentsoglou         |     |
| RM                     | 9  | Leonardo                  | 71' |
| AM                     | 22 | Eiður Guðjohnsen          |     |
| LM                     | 19 | Panagiotis Lagos          | 46' |
| CF                     | 33 | Nikos Lyberopoulos        | 57' |
| Wisselspelers:         |    |                           |     |
|                        |    |                           |     |
| MF                     | 10 | José Carlos               | 46' |
| FW                     | 8  | Steve Beleck              | 57' |
| FW                     | 11 | Dimitrios Sialmas         | 71' |
| Coach:                 |    |                           |     |
| Manuel Jiménez Jiménez |    |                           |     |

### Groepsfase speeldag 2
|                                                 |                  |                |                        |                                                                  |
| 29 september 2011 Groepsfase UEFA Europa League | Lokomotiv Moskou | 0 – 2          | RSC Anderlecht         | RZD Arena, Moskou Toeschouwers: 11.495 Scheidsrechter: Matej Jug |
| 29 september 2011 Groepsfase UEFA Europa League |                  | Wedstrijdfiche | 11' Suárez 71' Mbokani | RZD Arena, Moskou Toeschouwers: 11.495 Scheidsrechter: Matej Jug |

| Lokomotiv | Anderlecht |

| Lokomotiv (4–3–3 punt naar achteren): |    |                    |     |
|                                       |    |                    |     |
| GK                                    | 1  | Guilherme          |     |
| RB                                    | 49 | Roman Sjisjkin     | 62' |
| CB                                    | 5  | Taras Boerlak      |     |
| CB                                    | 22 | Manuel da Costa    |     |
| LB                                    | 55 | Renat Janbajev     | 78' |
| DM                                    | 4  | Alberto Zapater    |     |
| CM                                    | 8  | Denis Gloesjakov   |     |
| CM                                    | 27 | Magomed Ozdojev    | 41' |
| RW                                    | 13 | Victor Obinna      | 47' |
| CF                                    | 11 | Dmitri Sytsjov     | 78' |
| LW                                    | 90 | Maicón             |     |
| Wisselspelers:                        |    |                    |     |
|                                       |    |                    |     |
| MF                                    | 10 | Dmitri Loskov      | 41' |
| DF                                    | 18 | Vladislav Ignatjev | 78' |
| FW                                    | 25 | Felipe Caicedo     | 78' |
| Coach:                                |    |                    |     |
| José Couceiro                         |    |                    |     |

| Anderlecht (4–2–3–1): |    |                   |         |
|                       |    |                   |         |
| GK                    | 1  | Silvio Proto      |         |
| RB                    | 27 | Marcin Wasilewski | 45'     |
| CB                    | 16 | Cheikhou Kouyaté  |         |
| CB                    | 23 | Roland Juhász     |         |
| LB                    | 20 | Behrang Safari    |         |
| CM                    | 5  | Lucas Biglia      |         |
| CM                    | 19 | Sacha Kljestan    |         |
| RM                    | 30 | Guillaume Gillet  |         |
| AM                    | 10 | Kanu              | 90' 90' |
| LM                    | 55 | Fernando Canesin  | 60'     |
| CF                    | 9  | Matías Suárez     | 74'     |
| Wisselspelers:        |    |                   |         |
|                       |    |                   |         |
| FW                    | 25 | Dieumerci Mbokani | 60' 87' |
| MF                    | 18 | Lukáš Mareček     | 74'     |
| DF                    | 8  | Denis Odoi        | 90'     |
| Coach:                |    |                   |         |
| Ariël Jacobs          |    |                   |         |

### Groepsfase speeldag 3
|                                               |               |                |                       |                                                                    |
| 20 oktober 2011 Groepsfase UEFA Europa League | SK Sturm Graz | 0 – 2          | RSC Anderlecht        | Merkur Arena, Graz Toeschouwers: 14.297 Scheidsrechter: Alan Kelly |
| 20 oktober 2011 Groepsfase UEFA Europa League |               | Wedstrijdfiche | 66' Gillet 75' Suárez | Merkur Arena, Graz Toeschouwers: 14.297 Scheidsrechter: Alan Kelly |

| Sturm Graz | Anderlecht |

| Sturm Graz (4–4–2 eenvoudig): |    |                     |     |
|                               |    |                     |     |
| GK                            | 22 | Silvije Čavlina     |     |
| RB                            | 17 | Martin Ehrenreich   |     |
| CB                            | 12 | Milan Dudić         | 64' |
| CB                            | 13 | Thomas Burgstaller  | 67' |
| LB                            | 27 | Christian Klem      |     |
| RM                            | 33 | Patrick Wolf        | 79' |
| CM                            | 6  | Manuel Weber        |     |
| CM                            | 28 | Jürgen Säumel       |     |
| LM                            | 14 | Florian Kainz       | 69' |
| RF                            | 11 | Imre Szabics        |     |
| LF                            | 19 | Darko Bodul         | 65' |
| Wisselspelers:                |    |                     |     |
|                               |    |                     |     |
| FW                            | 7  | Mario Haas          | 65' |
| DF                            | 5  | Ferdinand Feldhofer | 69' |
| MF                            | 8  | Andreas Hölzl       | 79' |
| Coach:                        |    |                     |     |
| Franco Foda                   |    |                     |     |

| Anderlecht (4–3–3 punt naar achteren): |    |                   |         |
|                                        |    |                   |         |
| GK                                     | 1  | Silvio Proto      |         |
| RB                                     | 27 | Marcin Wasilewski |         |
| CB                                     | 16 | Cheikhou Kouyaté  |         |
| CB                                     | 23 | Roland Juhász     |         |
| LB                                     | 20 | Behrang Safari    |         |
| DM                                     | 5  | Lucas Biglia      | 70' 80' |
| CM                                     | 30 | Guillaume Gillet  |         |
| CM                                     | 19 | Sacha Kljestan    |         |
| RW                                     | 9  | Matías Suárez     | 23' 86' |
| CF                                     | 25 | Dieumerci Mbokani | 89'     |
| LW                                     | 11 | Milan Jovanović   | 82'     |
| Wisselspelers:                         |    |                   |         |
|                                        |    |                   |         |
| MF                                     | 18 | Lukáš Mareček     | 80'     |
| FW                                     | 55 | Fernando Canesin  | 86'     |
| FW                                     | 21 | Tom De Sutter     | 89'     |
| Coach:                                 |    |                   |         |
| Ariël Jacobs                           |    |                   |         |

### Groepsfase speeldag 4
|                                               |                                     |                |               |                                                                                              |
| 3 november 2011 Groepsfase UEFA Europa League | RSC Anderlecht                      | 3 – 0          | SK Sturm Graz | Constant Vanden Stockstadion, Anderlecht Toeschouwers: 15.460 Scheidsrechter: Menashe Masiah |
| 3 november 2011 Groepsfase UEFA Europa League | 24' Gillet 74' Suárez 81' De Sutter | Wedstrijdfiche |               | Constant Vanden Stockstadion, Anderlecht Toeschouwers: 15.460 Scheidsrechter: Menashe Masiah |

| Anderlecht | Sturm Graz |

| Anderlecht (4–3–3 punt naar achteren): |    |                   |         |
|                                        |    |                   |         |
| GK                                     | 1  | Silvio Proto      |         |
| RB                                     | 27 | Marcin Wasilewski | 84'     |
| CB                                     | 16 | Cheikhou Kouyaté  |         |
| CB                                     | 23 | Roland Juhász     |         |
| LB                                     | 20 | Behrang Safari    |         |
| DM                                     | 18 | Lukáš Mareček     |         |
| CM                                     | 30 | Guillaume Gillet  | 70'     |
| CM                                     | 19 | Sacha Kljestan    |         |
| RW                                     | 55 | Fernando Canesin  | 68'     |
| CF                                     | 9  | Matías Suárez     |         |
| LW                                     | 11 | Milan Jovanović   | 70'     |
| Wisselspelers:                         |    |                   |         |
|                                        |    |                   |         |
| FW                                     | 39 | Ziguy Badibanga   | 68'     |
| FW                                     | 21 | Tom De Sutter     | 70' 73' |
| FW                                     | 36 | Nathan Kabasele   | 77'     |
| Coach:                                 |    |                   |         |
| Ariël Jacobs                           |    |                   |         |

| Sturm Graz (4–4–2 eenvoudig): |    |                     |        |
|                               |    |                     |        |
| GK                            | 22 | Silvije Čavlina     |        |
| RB                            | 17 | Martin Ehrenreich   |        |
| CB                            | 12 | Milan Dudić         |        |
| CB                            | 5  | Ferdinand Feldhofer | 59'    |
| LB                            | 27 | Christian Klem      |        |
| RM                            | 9  | Haris Bukva         | 84'    |
| CM                            | 6  | Manuel Weber        |        |
| CM                            | 20 | Matthias Koch       |        |
| LM                            | 8  | Andreas Hölzl       | 8'     |
| RF                            | 11 | Imre Szabics        | 78'    |
| LF                            | 24 | Roman Kienast       | 60'    |
| Wisselspelers:                |    |                     |        |
|                               |    |                     |        |
| MF                            | 33 | Patrick Wolf        | 8' 22' |
| DF                            | 4  | Dominic Pürcher     | 60'    |
| FW                            | 7  | Mario Haas          | 78'    |
| Coach:                        |    |                     |        |
| Franco Foda                   |    |                     |        |

### Groepsfase speeldag 5
|                                               |             |                |                |                                                                            |
| 1 december 2011 Groepsfase UEFA Europa League | AEK Athene  | 1 – 2          | RSC Anderlecht | Olympisch Stadion, Athene Toeschouwers: 3.650 Scheidsrechter: Robert Małek |
| 1 december 2011 Groepsfase UEFA Europa League | 19' Sialmas | Wedstrijdfiche | 4', 36' Gillet | Olympisch Stadion, Athene Toeschouwers: 3.650 Scheidsrechter: Robert Małek |

| AEK Athene | Anderlecht |

| AEK Athene (4–3–3 punt naar voren): |    |                           |         |
|                                     |    |                           |         |
| GK                                  | 23 | Dimitrios Konstantopoulos |         |
| RB                                  | 2  | Giannis Kontoes           | 59'     |
| CB                                  | 4  | Kostas Manolas            |         |
| CB                                  | 3  | Elfar Freyr Helgason      | 46'     |
| LB                                  | 66 | Nikos Englezou            |         |
| CM                                  | 6  | Cala                      |         |
| CM                                  | 14 | Grigoris Makos            |         |
| AM                                  | 7  | Roger Guerreiro           |         |
| RW                                  | 24 | Nathan Burns              | 46'     |
| CF                                  | 11 | Dimitris Sialmas          |         |
| LW                                  | 77 | Viktor Klonaridis         |         |
| Wisselspelers:                      |    |                           |         |
|                                     |    |                           |         |
| MF                                  | 21 | Fabián Vargas             | 46' 62' |
| FW                                  | 8  | Steve Beleck              | 46'     |
| FW                                  | 9  | Leonardo                  | 62' 90' |
| Coach:                              |    |                           |         |
| Nikos Kostenoglou                   |    |                           |         |

| Anderlecht (4–2–3–1): |    |                   |     |
|                       |    |                   |     |
| GK                    | 1  | Silvio Proto      |     |
| RB                    | 27 | Marcin Wasilewski |     |
| CB                    | 16 | Cheikhou Kouyaté  |     |
| CB                    | 23 | Roland Juhász     |     |
| LB                    | 20 | Behrang Safari    | 54' |
| CM                    | 18 | Lukáš Mareček     | 71' |
| CM                    | 19 | Sacha Kljestan    |     |
| RM                    | 30 | Guillaume Gillet  | 90' |
| AM                    | 10 | Kanu              |     |
| LM                    | 11 | Milan Jovanović   |     |
| CF                    | 9  | Matías Suárez     | 84' |
| Wisselspelers:        |    |                   |     |
|                       |    |                   |     |
| DF                    | 8  | Denis Odoi        | 54' |
| FW                    | 55 | Fernando Canesin  | 71' |
| FW                    | 21 | Tom De Sutter     | 84' |
| Coach:                |    |                   |     |
| Ariël Jacobs          |    |                   |     |

### Groepsfase speeldag 6
|                                                |                                                                        |                |                                     |                                                                                          |
| 14 december 2011 Groepsfase UEFA Europa League | RSC Anderlecht                                                         | 5 – 3          | Lokomotiv Moskou                    | Constant Vanden Stockstadion, Anderlecht Toeschouwers: 14.609 Scheidsrechter: Ivan Bebek |
| 14 december 2011 Groepsfase UEFA Europa League | 33' Kljestan 39' Fernando Canesin 57' Wasilewski 61' Suárez 78' Gillet | Wedstrijdfiche | 21' Ignatjev 69' (pen), 89' Sytsjov | Constant Vanden Stockstadion, Anderlecht Toeschouwers: 14.609 Scheidsrechter: Ivan Bebek |

| Anderlecht | Lokomotiv |

| Anderlecht (4–3–3 punt naar achteren): |    |                   |         |
|                                        |    |                   |         |
| GK                                     | 1  | Silvio Proto      |         |
| RB                                     | 27 | Marcin Wasilewski |         |
| CB                                     | 16 | Cheikhou Kouyaté  | 27'     |
| CB                                     | 23 | Roland Juhász     | 76'     |
| LB                                     | 20 | Behrang Safari    |         |
| DM                                     | 18 | Lukáš Mareček     |         |
| CM                                     | 30 | Guillaume Gillet  | 81'     |
| CM                                     | 19 | Sacha Kljestan    |         |
| RW                                     | 55 | Fernando Canesin  | 11' 88' |
| CF                                     | 9  | Matías Suárez     | 73'     |
| LW                                     | 11 | Milan Jovanović   |         |
| Wisselspelers:                         |    |                   |         |
|                                        |    |                   |         |
| FW                                     | 25 | Dieumerci Mbokani | 73'     |
| FW                                     | 39 | Ziguy Badibanga   | 81'     |
| FW                                     | 21 | Tom De Sutter     | 88'     |
| Coach:                                 |    |                   |         |
| Ariël Jacobs                           |    |                   |         |

| Lokomotiv (4–3–3 punt naar achteren): |    |                       |         |
|                                       |    |                       |         |
| GK                                    | 16 | Anton Ameltsjenko     |         |
| RB                                    | 20 | Branko Ilić           |         |
| CB                                    | 28 | Ján Ďurica            |         |
| CB                                    | 22 | Manuel da Costa       | 24'     |
| LB                                    | 24 | Andrej Ivanov         | 88'     |
| DM                                    | 4  | Alberto Zapater       |         |
| CM                                    | 8  | Denis Gloesjakov      |         |
| CM                                    | 21 | Dmitri Torbinski      | 46'     |
| RW                                    | 18 | Vladislav Ignatjev    |         |
| CF                                    | 45 | Aleksandr Mintsjenkov | 46'     |
| LW                                    | 90 | Maicón                | 37' 55' |
| Wisselspelers:                        |    |                       |         |
|                                       |    |                       |         |
| MF                                    | 27 | Magomed Ozdojev       | 46'     |
| FW                                    | 11 | Dmitri Sytsjov        | 46'     |
| FW                                    | 25 | Felipe Caicedo        | 55'     |
| Coach:                                |    |                       |         |
| José Couceiro                         |    |                       |         |

### 1/16e finale (heen)
|                                                   |            |                |                |                                                                          |
| 16 februari 2012 Knock-outfase UEFA Europa League | AZ Alkmaar | 1 – 0          | RSC Anderlecht | AFAS Stadion, Alkmaar Toeschouwers: 13.744 Scheidsrechter: Florian Meyer |
| 16 februari 2012 Knock-outfase UEFA Europa League | 35' Maher  | Wedstrijdfiche |                | AFAS Stadion, Alkmaar Toeschouwers: 13.744 Scheidsrechter: Florian Meyer |

| AZ | Anderlecht |

| AZ (4–3–3 punt naar voren): |    |                         |         |
|                             |    |                         |         |
| GK                          | 34 | Esteban                 |         |
| RB                          | 3  | Dirk Marcellis          | 79'     |
| CB                          | 4  | Nick Viergever          |         |
| CB                          | 25 | Niklas Moisander        |         |
| LB                          | 15 | Simon Poulsen           |         |
| CM                          | 8  | Adam Maher              |         |
| CM                          | 20 | Rasmus Elm              |         |
| AM                          | 11 | Maarten Martens         |         |
| RW                          | 23 | Roy Beerens             |         |
| CF                          | 35 | Charlison Benschop      | 76'     |
| LW                          | 27 | Brett Holman            | 78'     |
| Wisselspelers:              |    |                         |         |
|                             |    |                         |         |
| FW                          | 7  | Jóhann Berg Guðmundsson | 78' 88' |
| FW                          | 17 | Jozy Altidore           | 76'     |
| Coach:                      |    |                         |         |
| Gertjan Verbeek             |    |                         |         |

| Anderlecht (4–3–3 punt naar achteren): |    |                   |         |
|                                        |    |                   |         |
| GK                                     | 1  | Silvio Proto      |         |
| RB                                     | 27 | Marcin Wasilewski | 90'     |
| CB                                     | 16 | Cheikhou Kouyaté  |         |
| CB                                     | 23 | Roland Juhász     |         |
| LB                                     | 20 | Behrang Safari    | 46'     |
| DM                                     | 5  | Lucas Biglia      |         |
| CM                                     | 30 | Guillaume Gillet  |         |
| CM                                     | 19 | Sacha Kljestan    |         |
| RW                                     | 55 | Fernando Canesin  | 59'     |
| CF                                     | 25 | Dieumerci Mbokani | 89'     |
| LW                                     | 11 | Milan Jovanović   |         |
| Wisselspelers:                         |    |                   |         |
|                                        |    |                   |         |
| DF                                     | 3  | Olivier Deschacht | 46'     |
| FW                                     | 9  | Matías Suárez     | 59' 84' |
| DF                                     | 8  | Denis Odoi        | 90'     |
| Coach:                                 |    |                   |         |
| Ariël Jacobs                           |    |                   |         |

### 1/16e finale (terug)
|                                                   |                |                |             |                                                                                             |
| 23 februari 2012 Knock-outfase UEFA Europa League | RSC Anderlecht | 0 – 1          | AZ Alkmaar  | Constant Vanden Stockstadion, Anderlecht Toeschouwers: 25.000 Scheidsrechter: Pedro Proença |
| 23 februari 2012 Knock-outfase UEFA Europa League |                | Wedstrijdfiche | 54' Martens | Constant Vanden Stockstadion, Anderlecht Toeschouwers: 25.000 Scheidsrechter: Pedro Proença |

| Anderlecht | AZ |

| Anderlecht (4–3–3 punt naar voren): |    |                   |     |
|                                     |    |                   |     |
| GK                                  | 1  | Silvio Proto      |     |
| RB                                  | 27 | Marcin Wasilewski | 78' |
| CB                                  | 16 | Cheikhou Kouyaté  |     |
| CB                                  | 23 | Roland Juhász     | 60' |
| LB                                  | 3  | Olivier Deschacht | 61' |
| DM                                  | 5  | Lucas Biglia      |     |
| CM                                  | 30 | Guillaume Gillet  |     |
| CM                                  | 19 | Sacha Kljestan    | 54' |
| RW                                  | 9  | Matías Suárez     |     |
| CF                                  | 25 | Dieumerci Mbokani | 70' |
| LW                                  | 11 | Milan Jovanović   |     |
| Wisselspelers:                      |    |                   |     |
|                                     |    |                   |     |
| FW                                  | 14 | Patou Kabangu     | 61' |
| Coach:                              |    |                   |     |
| Ariël Jacobs                        |    |                   |     |

| AZ (4–3–3 punt naar voren): |    |                    |         |
|                             |    |                    |         |
| GK                          | 34 | Esteban            |         |
| RB                          | 3  | Dirk Marcellis     | 32'     |
| CB                          | 4  | Nick Viergever     |         |
| CB                          | 25 | Niklas Moisander   | 83'     |
| LB                          | 15 | Simon Poulsen      |         |
| CM                          | 8  | Adam Maher         |         |
| CM                          | 20 | Rasmus Elm         |         |
| AM                          | 11 | Maarten Martens    | 53' 75' |
| RW                          | 23 | Roy Beerens        |         |
| CF                          | 35 | Charlison Benschop | 44'     |
| LW                          | 27 | Brett Holman       |         |
| Wisselspelers:              |    |                    |         |
|                             |    |                    |         |
| FW                          | 17 | Jozy Altidore      | 44'     |
| DF                          | 6  | Etiënne Reijnen    | 55'     |
| MF                          | 10 | Erik Falkenburg    | 75'     |
| Coach:                      |    |                    |         |
| Gertjan Verbeek             |    |                    |         |

### Eindstand groepsfase Europa League
| Groep L | Groep L          | Groep L | Groep L | Groep L | Groep L | Groep L | Groep L | Groep L | Groep L |
|         |                  | P       | W       | G       | V       | +       | -       | DS      | Ptn     |
| ------- | ---------------- | ------- | ------- | ------- | ------- | ------- | ------- | ------- | ------- |
| 1.      | RSC Anderlecht   | 6       | 6       | 0       | 0       | 18      | 5       | +13     | 18      |
| 2.      | Lokomotiv Moskou | 6       | 4       | 0       | 2       | 14      | 11      | +3      | 12      |
| 3.      | AEK Athene       | 6       | 1       | 0       | 5       | 8       | 15      | −7      | 3       |
| 4.      | SK Sturm Graz    | 6       | 1       | 0       | 5       | 5       | 14      | −9      | 3       |

## Beker van België
Anderlecht speelde op 21 september in de 1/16 finale van de Beker van België tegen tweedeklasser Lommel United. Het won met 0-4. De wedstrijd was het officiële debuut van Ronald Vargas en Dennis Praet.
Paars-wit nam het in 1/8 finale op tegen derdeklasser Rupel Boom FC. Anderlecht startte met een veredeld B-elftal aan de wedstrijd en kwam nog voor de rust 0-1 achter. In de tweede helft ging Anderlecht op zoek naar de gelijkmaker, maar 8 minuten voor het einde kreeg paars-wit het deksel op de neus. Praet milderde nog met een laat doelpunt.

### Wedstrijden
| Beker van België                                              |                    |                 |                                             | |                     |
| Wedstrijddetails                                              | Thuisploeg         | Uitslag         | Uitploeg                                    | Opstelling | Kaarten             |
| 1/16 finale                                                   |                    |                 |                                             | |                     |
| 21 september 2011 20:45 Stedelijk Sportstadion Lommel         | Lommel United (II) | 0-4             | RSC Anderlecht                              | Schollen Odoi, Juhasz (67' Wasilewski), Deschacht, Safari Marecek, Biglia, Praet (78' Kabasele), Iakovenko Kanu (62' Vargas), De Sutter  | 27' Juhasz 52' Odoi |
| 21 september 2011 20:45 Stedelijk Sportstadion Lommel         |                    | 0-1 0-2 0-3 0-4 | 7' Kanu 29' Juhasz 47' De Sutter 82' Vargas | Schollen Odoi, Juhasz (67' Wasilewski), Deschacht, Safari Marecek, Biglia, Praet (78' Kabasele), Iakovenko Kanu (62' Vargas), De Sutter  | 27' Juhasz 52' Odoi |
| 1/8 finale                                                    |                    |                 |                                             | |                     |
| 26 oktober 2011 20:30 Constant Vanden Stockstadion Anderlecht | RSC Anderlecht     | 1-2             | Rupel Boom FC (III)                         | Schollen Odoi, Wasilewski, Deschacht, Diogo (69' Kabasele) Praet, Marecek, Kanu (61' Reynaldo) Canesin, De Sutter, Vargas (4' Iakovenko) |                     |
| 26 oktober 2011 20:30 Constant Vanden Stockstadion Anderlecht | 88' Praet          | 0-1 0-2 1-2     | 32' Beyens 82' Mertens                      | Schollen Odoi, Wasilewski, Deschacht, Diogo (69' Kabasele) Praet, Marecek, Kanu (61' Reynaldo) Canesin, De Sutter, Vargas (4' Iakovenko) |                     |

### Statistieken
| No. | Naam                | Wedstr. |   |   |   |   |   |
| --- | ------------------- | ------- | - | - | - | - | - |
| 1   | Silvio Proto        | 0       | 0 | 0 | 0 | 0 | 0 |
| 2   | Ondřej Mazuch       | 0       | 0 | 0 | 0 | 0 | 0 |
| 3   | Olivier Deschacht   | 2       | 0 | 0 | 0 | 0 | 0 |
| 4   | Samuel              | 0       | 0 | 0 | 0 | 0 | 0 |
| 5   | Lucas Biglia        | 1       | 0 | 0 | 0 | 0 | 0 |
| 6   | Diogo               | 1       | 0 | 0 | 0 | 0 | 1 |
| 7   | Guillermo Molins    | 0       | 0 | 0 | 0 | 0 | 0 |
| 8   | Denis Odoi          | 2       | 0 | 1 | 0 | 0 | 0 |
| 9   | Matías Suárez       | 0       | 0 | 0 | 0 | 0 | 0 |
| 10  | Kanu                | 2       | 1 | 0 | 0 | 0 | 2 |
| 11  | Milan Jovanović     | 0       | 0 | 0 | 0 | 0 | 0 |
| 12  | Thomas Chatelle     | 0       | 0 | 0 | 0 | 0 | 0 |
| 16  | Cheikhou Kouyaté    | 0       | 0 | 0 | 0 | 0 | 0 |
| 17  | Oleksandr Iakovenko | 2       | 0 | 0 | 0 | 1 | 0 |
| 18  | Lukáš Mareček       | 2       | 0 | 0 | 0 | 0 | 0 |
| 19  | Sacha Kljestan      | 0       | 0 | 0 | 0 | 0 | 0 |
| 20  | Behrang Safari      | 1       | 0 | 0 | 0 | 0 | 0 |
| 21  | Tom De Sutter       | 2       | 1 | 0 | 0 | 0 | 0 |
| 22  | Davy Schollen       | 2       | 0 | 0 | 0 | 0 | 0 |
| 23  | Roland Juhász       | 1       | 1 | 1 | 0 | 0 | 1 |
| 25  | Dieumerci Mbokani   | 0       | 0 | 0 | 0 | 0 | 0 |
| 26  | Dennis Praet        | 2       | 1 | 0 | 0 | 0 | 1 |
| 27  | Marcin Wasilewski   | 2       | 0 | 0 | 0 | 1 | 0 |
| 28  | Michael Cordier     | 0       | 0 | 0 | 0 | 0 | 0 |
| 30  | Guillaume Gillet    | 0       | 0 | 0 | 0 | 0 | 0 |
| 36  | Nathan Kabasele     | 2       | 0 | 0 | 0 | 2 | 0 |
| 39  | Ziguy Badibanga     | 0       | 0 | 0 | 0 | 0 | 0 |
| 42  | Lamisha Musonda     | 0       | 0 | 0 | 0 | 0 | 0 |
| 55  | Fernando Canesin    | 1       | 0 | 0 | 0 | 0 | 0 |
| 70  | Ronald Vargas       | 2       | 1 | 0 | 0 | 1 | 1 |
| 77  | Reynaldo            | 1       | 0 | 0 | 0 | 1 | 0 |

## Seizoensoverzicht
- Grootste thuisoverwinning: RSCA - Standard Luik (5-0, 16 oktober 2011)
- Grootste uitoverwinning: Lommel United - RSCA (0-4, 21 september 2011), KRC Genk - RSCA (0-4, 27 april 2012)
- Grootste thuisnederlaag: RSCA - KRC Genk (1-3, 14 april 2012)
- Grootste uitnederlaag: KV Kortrijk - RSCA (2-0, 10 mei 2012)
- Topschutter van het team: Guillaume Gillet - 19 goals (14 in de competitie en 5 in Europa), Matías Suárez - 19 goals (12 in de competitie en 7 in Europa)
- Meeste wedstrijden: Silvio Proto en Cheikhou Kouyaté - 48 wedstrijden
- Meeste gele kaarten: Roland Juhasz - 18 gele kaarten
- Meeste rode kaarten: Milan Jovanović, Samuel, Denis Odoi en Roland Juhasz - 1 rode kaart

## Individuele prijzen
- Gouden Schoen - Matías Suárez
- Profvoetballer van het Jaar - Matías Suárez
- Ebbenhouten Schoen - Dieumerci Mbokani
- Keeper van het Jaar - Silvio Proto

## Afbeeldingen

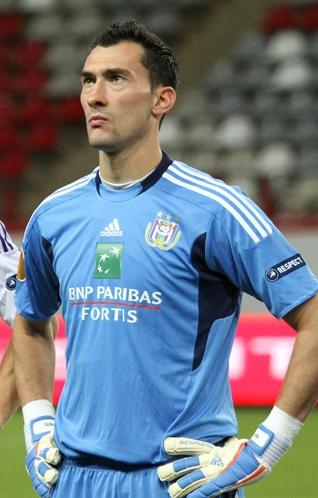
Silvio Proto (doelman)
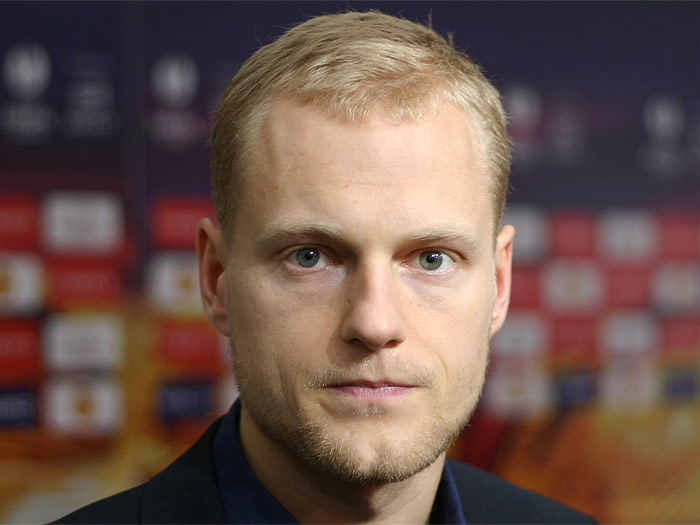
Olivier Deschacht (verdediger)
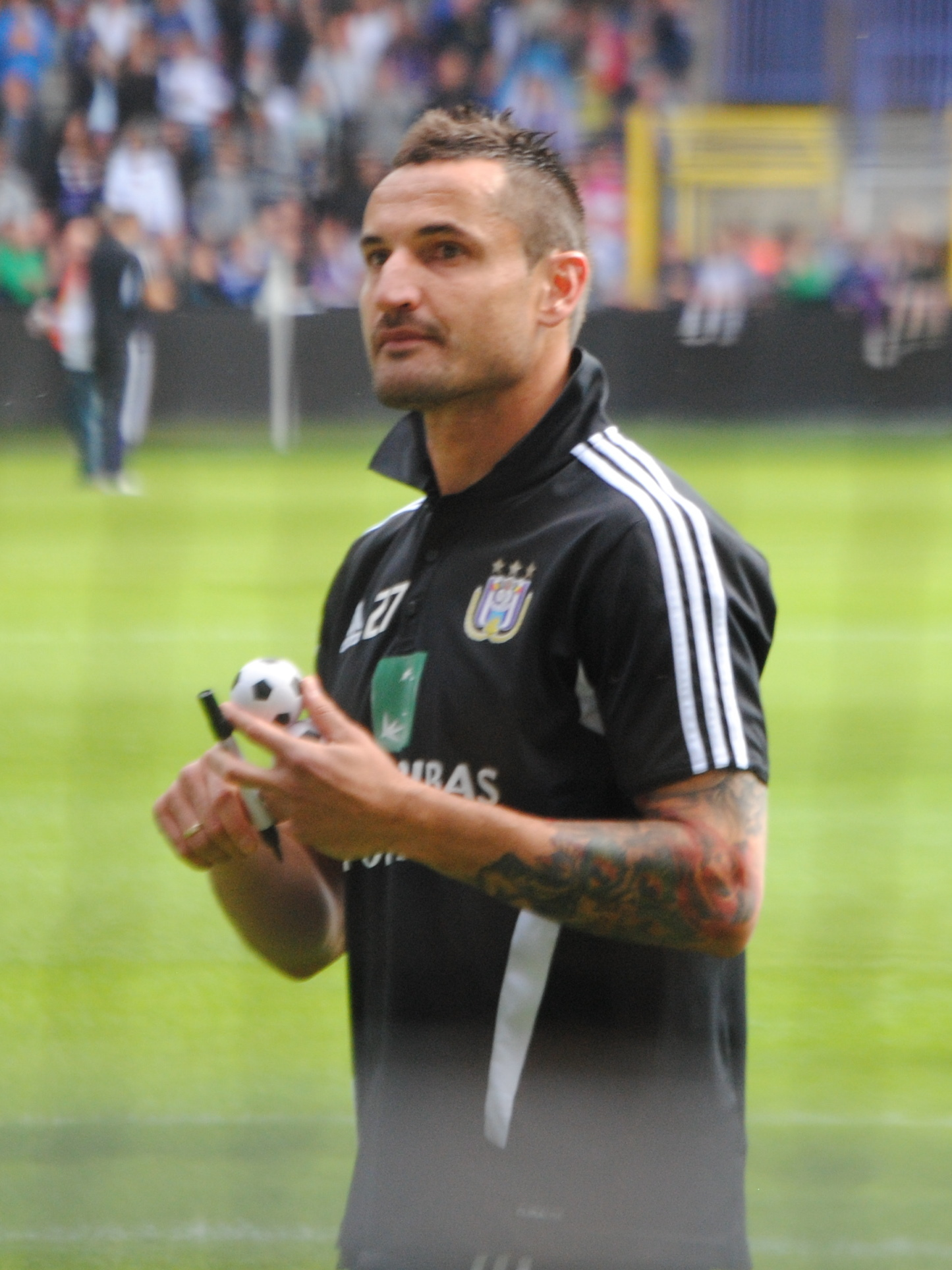
Marcin Wasilewski (verdediger)
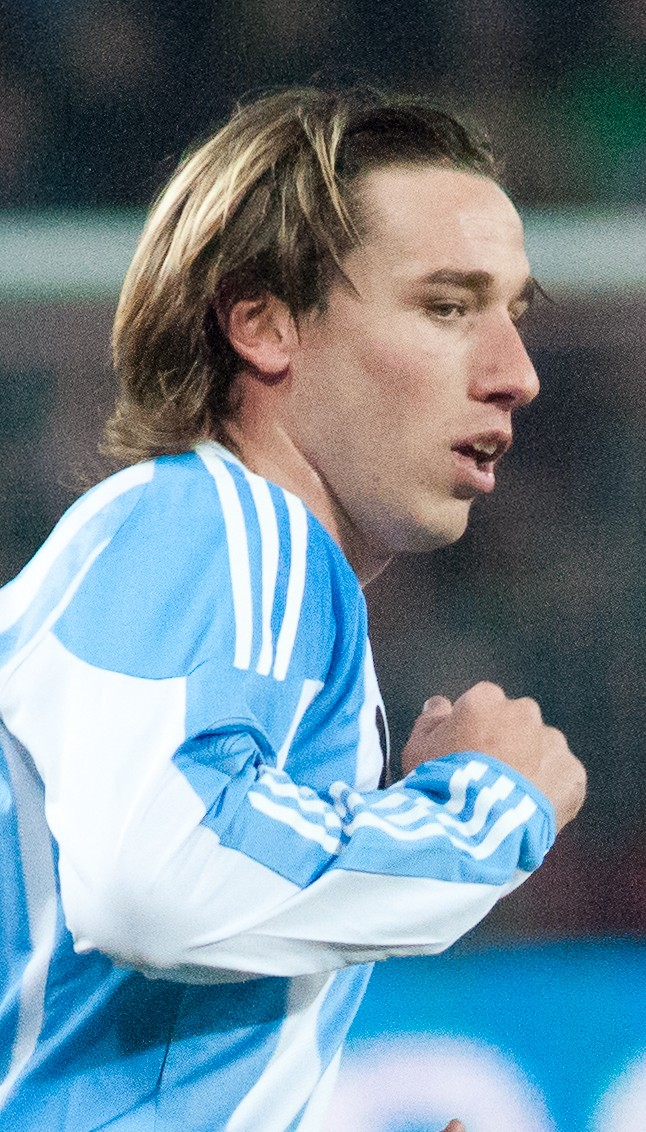
Lucas Biglia (middenvelder)
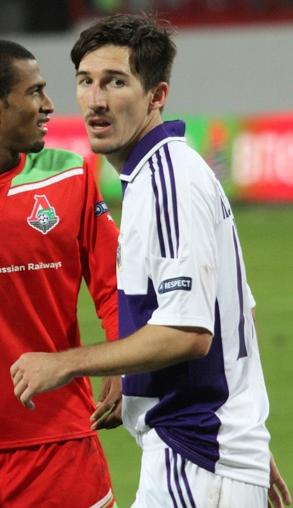
Sacha Kljestan (middenvelder)
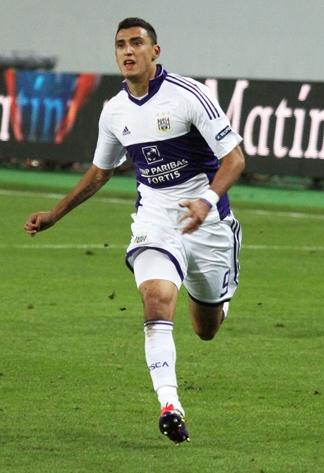
Matías Suárez (aanvaller)
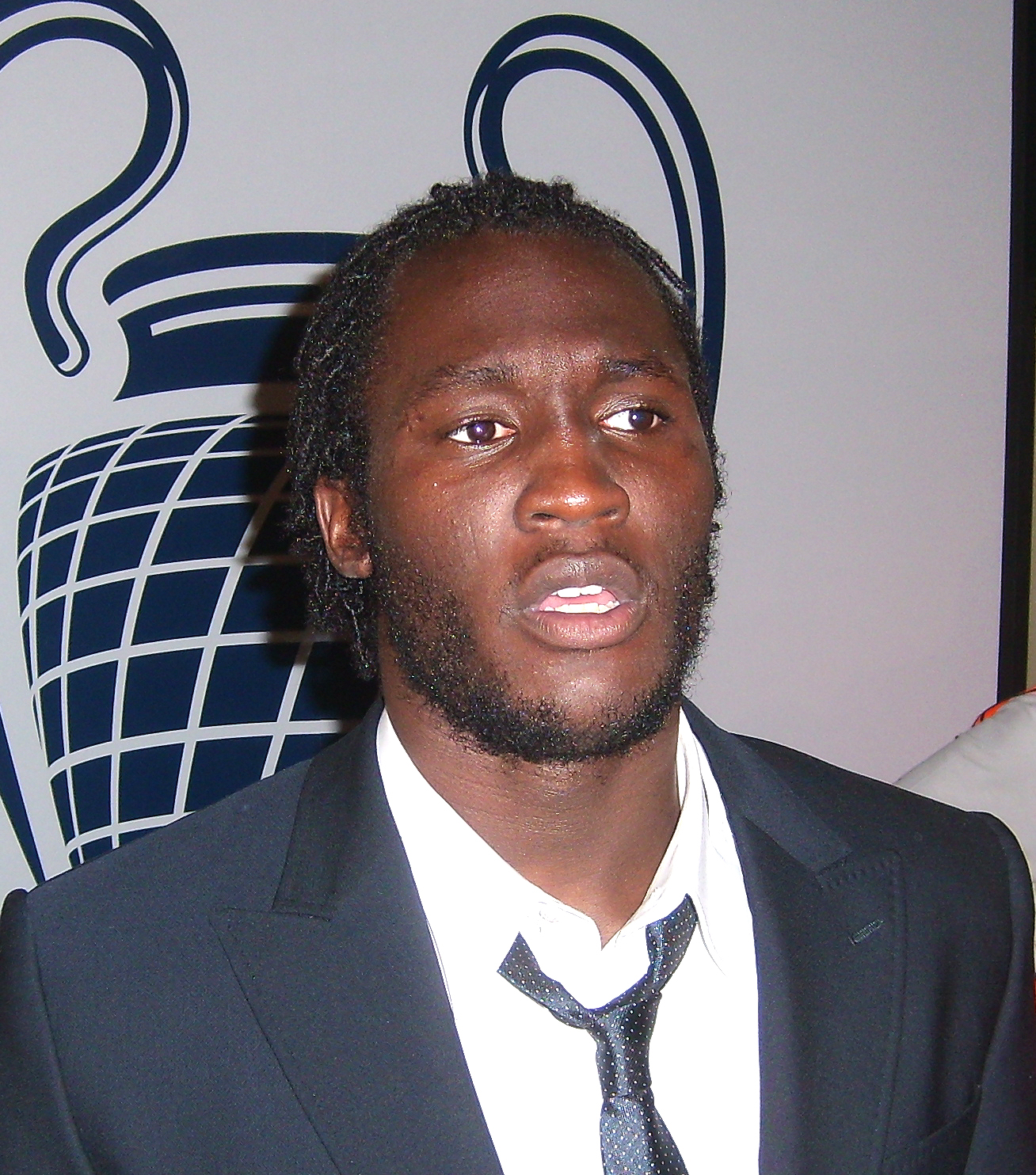
Romelu Lukaku (aanvaller)
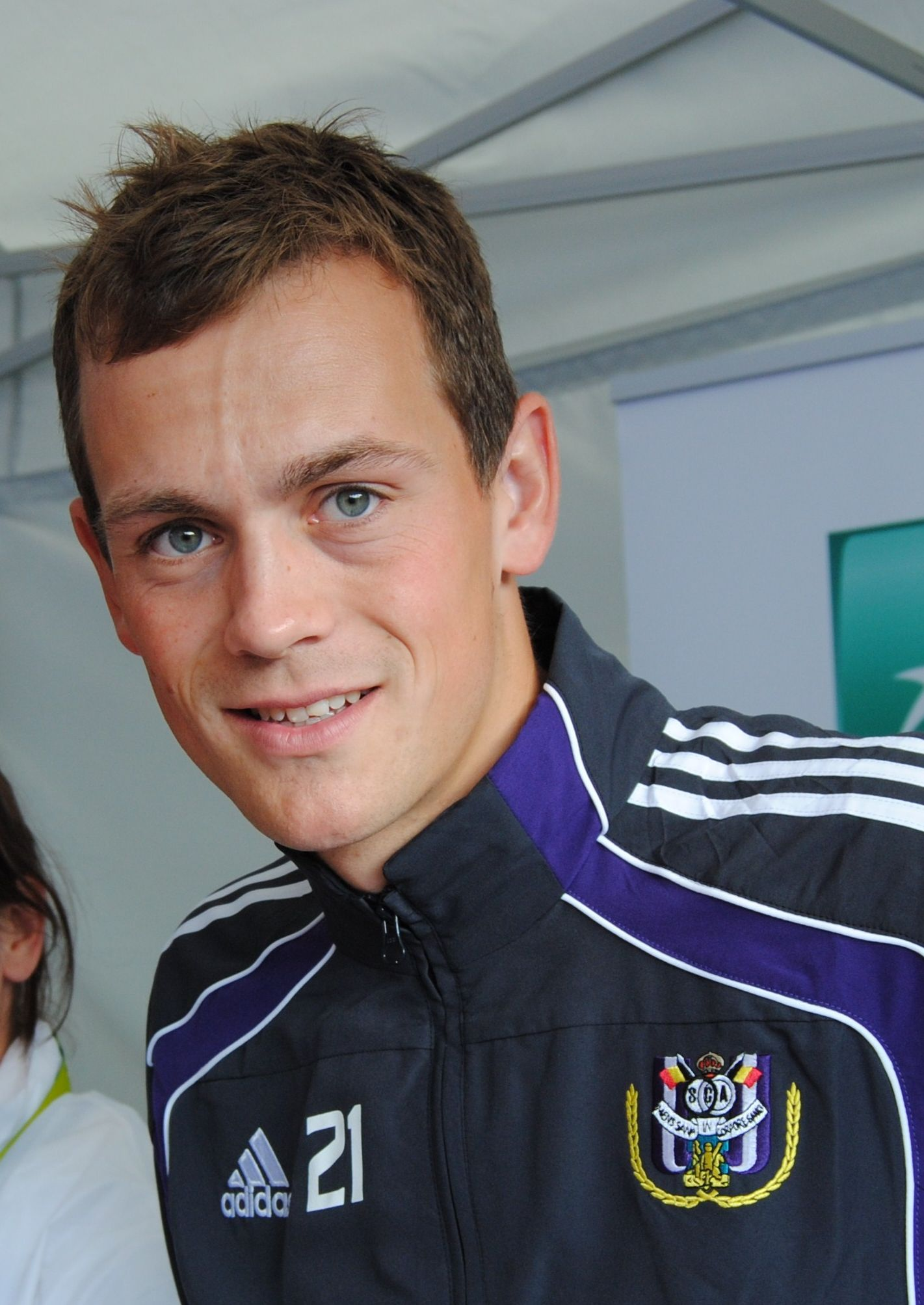
Tom De Sutter (aanvaller)